# Zagubieni
Zagubieni (ang. Lost) – amerykański serial fantastyczno-przygodowy. Przedstawia losy pasażerów samolotu linii Oceanic Airlines, który rozbił się na trasie z Sydney do Los Angeles na pełnej tajemnic tropikalnej wyspie gdzieś na południowym Pacyfiku.
48 rozbitków pozornie, poza tym, że są pasażerami tego samego feralnego lotu 815 i że muszą wspólnie walczyć o przetrwanie, nic nie łączy. Oprócz losów rozbitków na wyspie, w każdym odcinku, w retrospekcjach, przedstawiane jest życie przed katastrofą jednej lub kilku postaci. Począwszy od ostatniego odcinka trzeciego sezonu („Through the Looking Glass”) do retrospekcji dołączyły futurospekcje (ang. flash-forward), które ukazują życie niektórych rozbitków po opuszczeniu wyspy.
Serial, zgodnie z tytułem, przedstawia zagubionych ludzi. Nie tylko fizycznie, w przestrzeni, lecz także w czasie. Każda z przedstawionych postaci jest zagubiona we własnym życiu – rodzinnym, duchowym, emocjonalnym i psychicznym. Z kolejnymi etapami historii dowiadujemy się jak na ich osobiste zagubienie wpływa wyspa.
Serial został stworzony przez J.J. Abramsa, Jeffreya Liebera i Damona Lindelofa, który jest głównym scenarzystą. Większość scen była kręcona na hawajskiej wyspie Oʻahu. Odcinek pilotażowy po raz pierwszy można było zobaczyć 22 września 2004. Od tego czasu powstało sześć sezonów serialu. W Stanach Zjednoczonych wyemitowała je telewizja ABC. Produkcją Zagubionych zajmowały się Touchstone Television (od 2007 roku ABC Studios), Bad Robot Productions oraz Grass Skirt Productions. Muzykę do serialu skomponował Michael Giacchino. Zagubieni to jeden z najdroższych seriali telewizyjnych. Przyczynami wysokiego kosztu produkcji była duża liczba postaci (każdej z nich twórcy starali się poświęcić tyle samo uwagi) oraz kosztowność kręcenia scen na Hawajach.
Niespodziewane zwroty akcji i nieustanne napięcie zagwarantowały Zagubionym popularność na całym świecie. W Ameryce odcinki pierwszego sezonu przyciągały przed telewizory średnio 16 milionów widzów. Serial, który cieszył się tak dużą popularnością wśród widzów na całym świecie, zyskał również uznanie krytyki. Nagrodzony został m.in. Nagrodą Emmy za najlepszy serial dramatyczny w 2005, Złotym Globem za najlepszy serial dramatyczny w 2005 czy też Nagrodą Gildii Aktorów Telewizyjnych za najlepszą obsadę serialu dramatycznego.
Zgodnie z najnowszymi trendami marketingowymi Zagubieni to coś więcej niż tylko serial telewizyjny. Autorzy starali się zaintrygować widza na tyle, żeby szukał on informacji w Internecie i trafiał na liczne strony WWW założone w celu dodatkowego zagmatwania zagadki. Linie lotnicze Oceanic Airlines, Inicjatywa DHARMA, tajemniczy kod umieszczony na wszystkich produktach, to tylko część tropów, którymi można było podążyć, szukając odpowiedzi na pytanie, co dzieje się na tajemniczej wyspie. Dodatkowo, aby uwiarygodnić fikcyjną historię, twórcy zastosowali metodę wplatania prawdziwych instytucji (np. Uniwersytet Michigan), osób czy pojęć takich jak bagua (prawdziwy koncept filozoficzny, którego symbol stał się logo DHARMY).
W maju 2007 producenci serialu zapowiedzieli, że po zakończeniu emisji trzeciego sezonu powstanie jeszcze 48 odcinków z przygodami rozbitków, zgrupowanych w trzech krótkich sezonach. Planowano, aby trzy ostatnie serie zawierały po 16 odcinków każda. Jednak strajk Gildii Scenarzystów Amerykańskich spowodował, że sezon czwarty został skrócony do 14 odcinków. W zaistniałych okolicznościach telewizja ABC podjęła decyzję o wydłużeniu piątego i szóstego sezonu do 17 odcinków każdy. Ponadto postanowiono, że ostatni sezon zakończy się 3-godzinnym finałem, czyli będzie liczył 18 odcinków. Tak więc ostatni odcinek Zagubionych jest 121 odcinkiem serialu, a wyemitowany został 23 maja 2010.

## Produkcja

### Pomysł

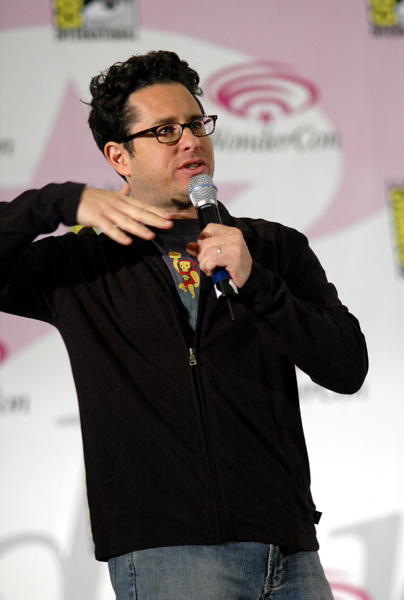
J.J. Abrams – twórca Zagubionych

Pomysł Zagubionych pojawił się w styczniu 2004, kiedy Lloyd Braun, ówczesny szef telewizji ABC, zlecił napisanie podstaw scenariusza serialu, którego fabuła miała opierać się na motywach powieści Władca much, filmu Cast Away: Poza światem, telewizyjnego serialu Wyspa Gilligana oraz popularnego amerykańskiego reality show Survivor, w Polsce znanego jako Wyprawa Robinson. Na początku jako głównego scenarzystę zatrudniono Jeffreya Liebera, jednak Braun niezadowolony z wyników jego pracy zaproponował napisanie scenariusza do pilotażowego odcinka serialu J.J. Abramsowi, twórcy serialu Alias: Agentka o stu twarzach. Do współpracy zaproszono także Damona Lindelofa, z którym Abrams wspólnie stworzył podstawy serialu, sylwetki głównych postaci i główne wątki fabuły na pięć do sześciu sezonów.
Dwuczęściowy pierwszy odcinek Zagubionych był najdroższym odcinkiem pilotażowym w historii telewizji – koszt jego produkcji wynosił 10 – 14 milionów dolarów. Jego światowa premiera odbyła się 24 lipca 2004 podczas Comic-Conu w San Diego. W telewizji ABC wyemitowany został 22 września 2004.
Pierwszy sezon serialu odniósł olbrzymi komercyjny sukces i zdobył uznanie krytyków. Razem z dwiema innymi nowymi produkcjami ABC (Gotowymi na wszystko i Chirurgami) pomógł w sezonie telewizyjnym 2004/2005 powrócić tej stacji do czołówki najchętniej oglądanych kanałów telewizyjnych w Ameryce.

### Schemat odcinka
Odcinki Zagubionych posiadają wyraźną strukturę: większość z nich rozpoczyna się od przypomnienia z poprzednich odcinków najważniejszych wydarzeń dotyczących wątków, które poruszone zostaną w danym odcinku. Po tym, następuje przejście do nowych scen odcinka. Często (szczególnie w pierwszym sezonie) rozpoczynają się one od przybliżenia oka jednego z bohaterów. Po kilku minutach pojawia się czołówka serialu. W trakcie pierwszych scen po czołówce w dolnej części ekranu pojawiają się w kolejności alfabetycznej imiona i nazwiska aktorów z głównej obsady, a następnie reżysera, scenarzystów itp. W każdym odcinku wydarzenia rozgrywające się na wyspie przeplatane są retrospekcjami lub „futurospekcjami” (scenami ukazującymi co wydarzy się w przyszłości), skoncentrowanymi na jednej lub kilku postaciach. Po ostatniej scenie każdego odcinka na ekranie pojawia się napis „LOST” na czarnym tle. Po nim wyświetlane są napisy końcowe.

### Muzyka
Ścieżkę dźwiękową serialu skomponował Michael Giacchino. Wykonuje ją Hollywood Studio Sympfony Orchestra. Giacchino niektóre dźwięki uzyskiwał w bardzo niecodzienny sposób, na przykład poprzez uderzanie w zawieszone kawałki kadłuba samolotu.
21 marca 2006 wytwórnia Varèse Sarabande wydała oryginalną, telewizyjną ścieżkę dźwiękową do pierwszego sezonu serialu. Ścieżka zawierała pełne wersje wybranych motywów muzycznych pojawiających się w serialu oraz motywu tytułowego, skomponowanego przez J.J. Abramsa. Ścieżkę dźwiękową z muzyką z sezonu drugiego wytwórnia Varèse Sarabande wydała 3 października 2006, a z motywami z sezonu trzeciego 6 maja 2008.
Utwory spoza ścieżki dźwiękowej Michaela Giacchino pojawiały się w Zagubionych rzadko, zazwyczaj były odtwarzane przez bohaterów serialu. Przykładem mogą być liczne piosenki odtwarzane przez Hurleya na discmanie w pierwszym sezonie (dopóki w odcinku „..In Translation” nie wyczerpały się baterie), odtwarzana na gramofonie w stacji „Łabędź” piosenka „Make Your Own Kind of Music” Cass Elliot, czy też słuchana przez Juliet w premierowym odcinku trzeciego sezonu piosenka „Downtown” Petuli Clark. W dwóch odcinkach możemy zobaczyć Charliego Pace śpiewającego i grającego na gitarze utwór „Wonderwall” grupy Oasis. W finale trzeciego sezonu Jack jadąc samochodem do zakładu pogrzebowego słucha „Scentless Apprentice” Nirvany. W bliźniaczej scenie w finale sezonu czwartego, do zakładu pogrzebowego przybywa słuchając „Gouge Away” zespołu Pixies. W trzecim sezonie można także dwukrotnie usłyszeć utwór „Shambala” grupy Three Dog Night, wydobywający się z radioodtwarzacza w vanie Dharmy, znalezionym przez Hurleya. W piątym sezonie matka Locke’a na gramofonie odtwarza „Everyday” Buddy Holly’ego. Dwoma jedynymi piosenkami spoza właściwej ścieżki dźwiękowej, pojawiającymi się w serialu bez „źródła”, są „Slowly” Ann-Margret w odcinku „I Do” oraz „I Shall Not Walk Alone” wykonanej przez The Blind Boys of Alabama – odcinek „Confidence Man”. Była tam także piosenka, przedstawiona jako ulubiona kołysanka Claire Littleton – „Catch A Falling Star”.
W niektórych państwach zamiast klasycznego motywu tytułowego użyto innej muzyki. Na przykład w Japonii tytułową piosenką dla sezonu pierwszego była „Here I Am” zespołu Chemistry, dla sezonu drugiego „Losin” Yuny Itō, a dla sezonu trzeciego „Fire Walk with Me” grupy Fantômas.

### Miejsce kręcenia zdjęć

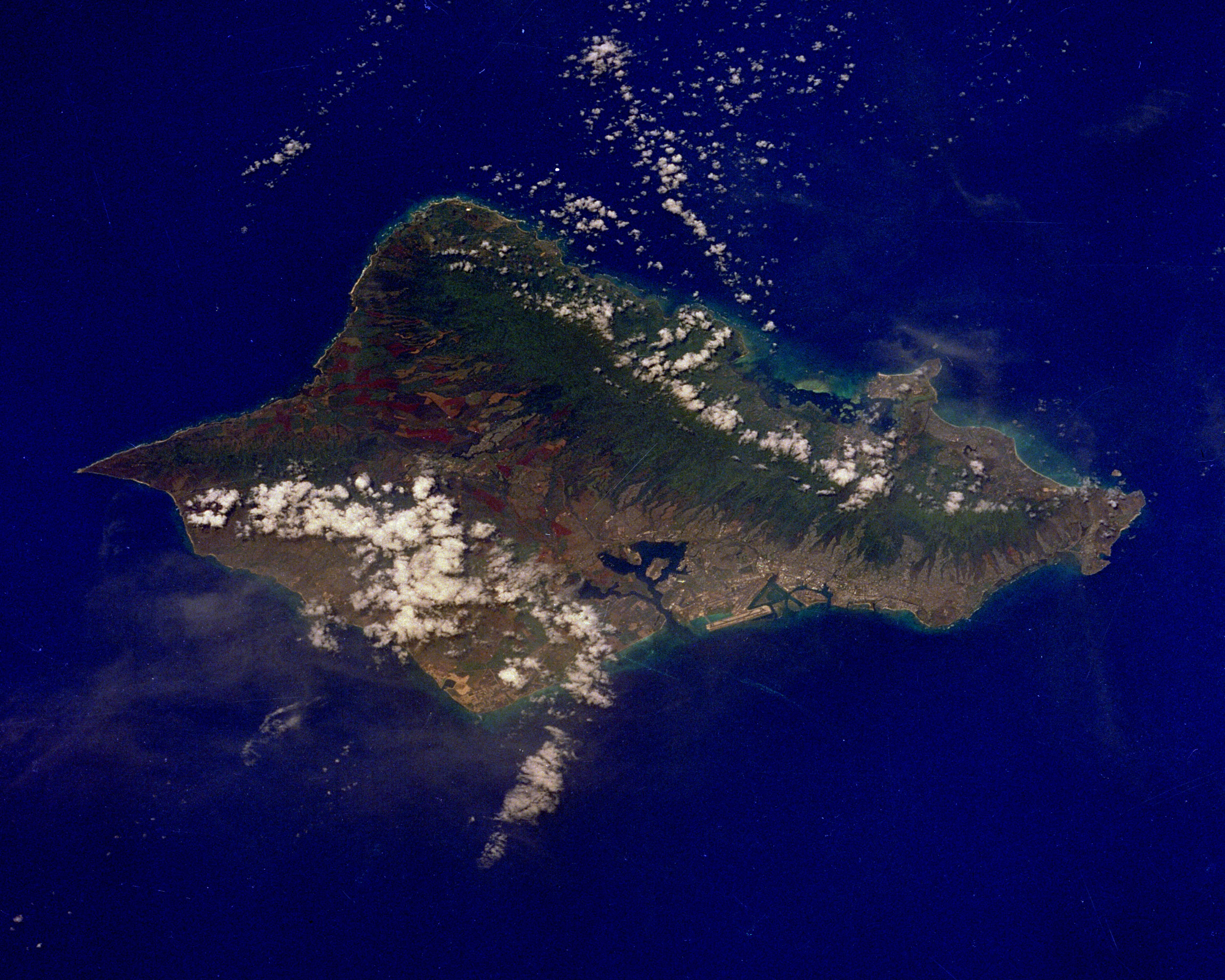
Wyspa Oʻahu, na której kręcony był serial

Prawie wszystkie sceny z Zagubionych kręcone są na hawajskiej wyspie Oʻahu. W odcinku pilotażowym sceny rozgrywane na wyspie kręcone były na plaży Mokuleia położonej na północno-zachodnim krańcu wyspy. Później sceny plażowe filmowane były w różnych rejonach północnego wybrzeża wyspy. Sceny jaskiniowe z pierwszego oraz początku drugiego sezonu kręcone były w studiu zbudowanym w budynku firmy Xerox, który był opuszczony od czasu, gdy w 1999 roku jeden z pracowników zabił tam 7 innych pracowników firmy. Sceny rozgrywane w stacjach Dharmy, takich jak „Łabędź” czy „Hydra”, filmowano w Hawaii Film Office-operated Hawaii Film Studio, gdzie stworzono scenografie tychże stacji.
Różne miejskie lokalizacje w, oraz wokół, Honolulu posłużyły za odpowiedniki miejsc w Kalifornii, Nowym Jorku, Iowa, Miami, Korei Południowej, Iraku, Nigerii, Wielkiej Brytanii, Paryżu, Tajlandii, Berlinie i Australii. Na przykład sceny z lotniska w Sydney filmowane były w Hawaii Convention Center, a sceny z bazy wojskowej irackiej Gwardii Republikańskiej w fortyfikacjach z czasów II wojny światowej.

### Historia nadawania
Emisję Zagubionych rozpoczęła 22 września 2004 amerykańska stacja ABC. Odcinki pierwszego sezonu emitowane były co tydzień, w środy o godzinie 20:00. Finał sezonu nadano 25 maja 2005. Drugi sezon rozpoczął się 21 września 2005 i emitowany był do 24 maja 2006, co tydzień, w środy o godzinie 21:00. Trzeci sezon postanowiono pokazać w dwóch częściach – pierwsze 6 odcinków emitowano od 4 października do 8 listopada 2006 w środy o godzinie 21:00. Następne 17 odcinków nadano od 7 lutego do 23 maja 2007, przy czym godzina emisji zmieniła się na 22:00. Czwarty sezon planowo miał zostać pokazany bez przerw, ale strajk Gildii Amerykańskich Scenarzystów zmusił władze stacji do rozdzielenia sezonu na dwie części. Pierwsze 8 odcinków emitowano od 31 stycznia do 20 marca 2008 w czwartki o godzinie 21:00. Kolejne 5 odcinków nadano od 24 kwietnia do 29 maja 2008, a godzina emisji zmieniła się podobnie jak w przypadku sezonu trzeciego – z 21:00 na 22:00. Emisję piątego sezonu, mającego składać się z 17 odcinków, stacja ABC rozpoczęła 21 stycznia 2009. Premiera sezonu po raz pierwszy w historii była trzygodzinna. W jej trakcie został wyemitowany odcinek podsumowujący sezon czwarty (5x00) oraz dwa pierwsze odcinki najnowszego sezonu (5x01 i 5x02). Kolejne odcinki były emitowane co tydzień w środy. Ostatni, szósty sezon serialu został wyemitowany wiosną 2010, zakończony 1,5 godzinnym finałem, który został wyemitowany 23 maja 2010.
W Polsce pierwszą stacją, którą wykupiła prawa do serialu Zagubieni była AXN. Pierwszy odcinek pierwszego sezonu wyemitowała 22 stycznia, a ostatni 1 lipca 2005. Drugi sezon pojawił się w AXN 22 stycznia 2006. Jego emisja zakończyła się 2 lipca 2006. Sezon trzeci AXN postanowiła wyemitować, podobnie jak ABC, w dwóch częściach. I tak pierwsze 6 odcinków nadawano od 11 lutego do 18 marca 2007 co niedzielę o godzinie 20:00. Kolejne 16 odcinków emitowano o tej samej porze od 8 kwietnia do 22 lipca 2007. Podobny zabieg zastosowano w przypadku sezonu czwartego – pierwszą część sezonu składającą się z 8 odcinków emitowano co niedzielę o 21:00 od 6 kwietnia do 25 maja 2008, natomiast część drugą składającą się z 5 odcinków od 7 września do 5 października 2008, przy czym porę emisji przełożono na 22:00. Emisja odcinków specjalnych podsumowujących poprzednie sezony miała miejsce w niedzielę 12 kwietnia 2009 o 20:00, zaś sezon piąty miał swoją premierę w telewizji AXN w innym dniu niż zwykle, czyli w piątek 17 kwietnia 2009 o 22:00. Kolejne odcinki serii będą emitowane co tydzień w piątki o 22:00.
Drugą polską stacją telewizyjną, która nadawała Zagubionych była TVP1. Wszystkie sezony TVP1 nadawała jesienią lub zimą. W przypadku pierwszych czterech sezonów co czwartek pokazywano dwa premierowe odcinki – pierwszy o 20:20, a drugi o 21:10. Piąty sezon pokazywano także w czwartki, ale już po jednym odcinku – początkowo o 21:25, od 4. odcinka o 22:00. Szósty sezon pokazywano w poniedziałki po dwa odcinki o zmiennych godzinach (ok. 22:00). Ostatni odcinek serialu jako drugą część odcinka finałowego pokazano wyjątkowo we wtorek o 23:00. Emisja pierwszego sezonu trwała od 3 listopada 2005 do 26 stycznia 2006, drugiego od 7 września do 30 listopada 2006, trzeciego od 6 września do 22 listopada 2007, czwartego od 4 września do 23 października 2008, piątego od 10 września 2009 do 14 stycznia 2010, a szóstego od 3 stycznia do 22 lutego 2011.
Czwarty sezon Zagubionych widzowie w Polsce mogli oglądać także za pośrednictwem platformy n. Wykupując pakiet nSeriale w usłudze VOD, już po dwóch tygodniach po premierze amerykańskiej mogliśmy mieć dostęp do najnowszych odcinków serialu z polskim lektorem lub napisami.
Piąty sezon Zagubionych w usłudze VOD na platformie telewizji nowej generacji n pojawił się 28 stycznia 2009 również jako część kolekcji nSeriale.
Od 6 października 2016 roku emisją w Polsce zajęła się stacja TVN 7. Serial tam emitowany był od poniedziałku do piątku o 15:55 po jednym odcinku dziennie, z powtórką  następnego dnia o godzinie 08:15. Ostatni odcinek serialu w stacji TVN7 został wyemitowany 29 marca 2017 (z powtórką 30 marca o godzinie 8:15). Od 28 czerwca 2017, po jednym odcinku dziennie, serial zaczęto emitować na kanale TVN Fabuła o godzinie 10:05, powtórki natomiast emitowano w soboty, po trzy odcinki, od godziny 08:05. Powtarzano odcinki z trzech ostatnich dni (tj. środy, czwartku oraz piątku). Od 4 września 2017 emisję przesunięto na godzinę 19:00, emisję powtórek zostawiono bez zmian. Od 4 grudnia 2017 ponownie zmieniono godzinę emisji, tym razem była to 9:00. Od grudnia powtórki odbywały się także w soboty, z tą różnicą, że emitowano po dwa odcinki. Ostatni odcinek serialu w TVN Fabuła wyemitowano 13 grudnia 2017.
Od 31 sierpnia 2018 serial ponownie zagościł w stacji TVN7 o godzinie 15:55 bez powtórki dnia następnego. Emisję zakończono po pierwszym sezonie, 4 października. W miejsce „Zagubionych” od 5 października zaczęto emitować ósmą serię Dr House’a.

## Wersja polska
Serial premierowo wyemitowano w stacji AXN. Lektorem w sezonach 1 - 3 był Jacek Brzostyński, na zlecenie telewizji HBO w tłumaczeniu Andrzeja Czułnowskiego. Taką samą wersję wydano później na nośnikach DVD. Sezony 4 - 6 na nośnikach DVD przeczytał Janusz Szydłowski. Za tłumaczenie odpowiedzialna była Agnieszka Sobkowska oraz Marek Lipski, na zlecenie studia San Studio Polska. W TVP wszystkie sezony przeczytał Janusz Szydłowski.
W stacji TVN, do 13-go odcinka serii trzeciej, lektorem serialu był Jarosław Łukomski, który przeczytał tekst w tłumaczeniu Pawła Składanowskiego, na zlecenie stacji TVN. 
Od 14-go odcinka trzeciego sezonu stacja zmieniła lektora – został nim Paweł Straszewski. 
Tłumaczenie pozostało bez zmian, czyli odpowiadał za nie Paweł Składanowski, także na zlecenie TVNu. Od serii czwartej lektor pozostał  bez zmian, ale zmieniło się tłumaczenie, które zostało „odkupione” od platformy telewizji nowej generacji n. Odcinki sezonu 4 w nowej telewizji n były tłumaczone przez Łukasza Gładkowskiego. Wersję polską piątej i szóstej serii przygotowała firma Master Groovestudio, a tekst tłumaczyła Wiktoria Wilk.
Serial dystrybuowany jest w serwisach Disney+ oraz Netflix. Tłumaczeniem dialogów zajął się Marek Lipski, zaś lektorem został Paweł Bukrewicz, z wyjątkiem ostatniego odcinka, który przeczytał Janusz Szydłowski.  Serial zniknął z oferty Netflixa 14 sierpnia 2025 roku, jednak po tej dacie wciąż dostępny w serwisie Disney+.

### Ekipa

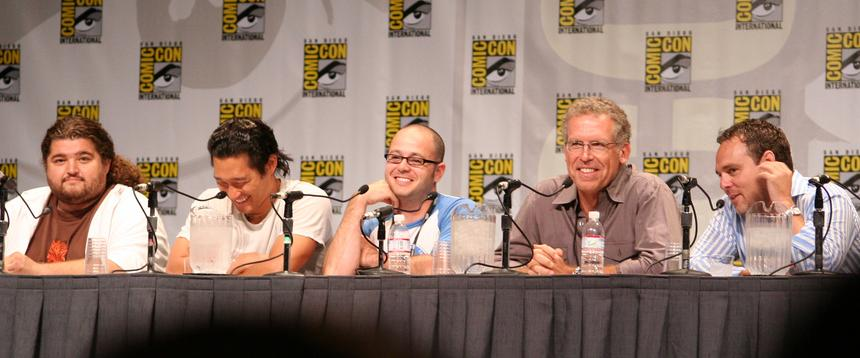
Aktorzy Garcia i Kim ze scenarzystami serialu Damonem Lindelofem, Carltonem Cuse’em i Bryanem Burkiem

- Producenci: J.J. Abrams, Bryan Burk, Sarah Caplan, Leonard Dick, Jean Higgins, Adam Horowitz, Edward Kitsis, Jeffrey Lieber, Damon Lindelof
- Reżyserzy: J.J. Abrams, Daniel Attias, Paris Barclay, Jack Bender, Matt Earl Beesley, Roxann Dawson, Adam Davidson, Paul Edwards, Tucker Gates, Karen Gaviola, Marita Grabiak, David Grossman, Rod Holcomb, Kevin Hooks, Eric Laneuville, Robert Mandel, Bobby Rot, Deran Sarafian, Stephen Semel, Alan Taylor, Fred Toye, Stephen Williams, Greg Yaitanes, Michael Zinberg
- Scenarzyści: J.J. Abrams, Carlton Cuse, Leonard Dick, Paul Dini, Brent Fletcher, David Fury, Drew Goddard, Javier Grillo-Marxuach, Adam Horowitz, Jennifer Johnson, Dawn Lambertsen Kelly, Christina M. Kim, Edward Kitsis, Jeffrey Lieber, Damon Lindelof, Lynne E. Litt, Steven Maeda, Greggory Nations, Monica Owusu-Breen, Jeff Pinkner, Matt Ragghianti, Jordan Rosenberg, Elizabeth Sarnoff, Alison Schapker, Janet Tamaro, Christian Taylor, Craig Wright, Brian K. Vaughan
- Kamerzyści: John S. Bartley, Michael Bonvillain, Larry Fong
- Kompozytor ścieżki dźwiękowej: Michael Giacchino
- Scenografowie: Carlos Barbosa, Tim Beach, Brian Costa, Mimi Gramatky, Kathryn Morrison, Rick Romer, Stephen Storer, Christina Ann Wilson, Mark Worthington
- Montażyści: Mark Goldman, Mary Jo Markey, Stephen Semel
- Twórcy kostiumów: Billy Ray McKenna, Kathryn Morrison

## Obsada

### Główne postaci
- Matthew Fox jako Jack Shephard, neurochirurg i lider rozbitków. Ma problemy z samokontrolą oraz z sytuacjami, których nie może naprawić. Jest bratem przyrodnim Claire, jednak dowiedział się o tym dopiero po opuszczeniu wyspy od matki Claire, która przybyła na pogrzeb swojego kochanka – Christiana Shepharda. Były narzeczony Kate. Z ostatniego odcinka 6 sezonu dowiadujemy się, że Jack umarł z powodu obrażeń po wbiciu noża w jego biodro przez Czarny Dym.
- Evangeline Lilly jako Kate Austen, uciekinierka skazana za zabójstwo swojego ojca, współudział w napadzie na bank oraz kilka innych przestępstw. Była eskortowana przez szeryfa federalnego Edwarda Marsa w czasie katastrofy lotu 815. Miała romans z Sawyerem, była narzeczona Jacka.
- Josh Holloway jako James „Sawyer” Ford, oszust. Poszukuje człowieka, który doprowadził do śmierci jego rodziców. Jego egoizm, machismo oraz początkowa arogancja w stosunku do innych rozbitków sprawiały, że jego lepsze strony, jak wrażliwość, opiekuńczość czy zapał do czytania książek, stały się widoczne dopiero po dłuższym pobycie na wyspie. Miał romans z Kate. Po przeniesieniu w czasie do lat 70. pracował dla Dharmy jako szef ochrony pod fałszywym nazwiskiem LaFleur i był związany z Juliet.
- Terry O’Quinn jako John Locke, pracownik fabryki pudełek. Sparaliżowany od pasa w dół. Po przybyciu na wyspę jego paraliż całkowicie ustąpił, co sprawiło, że zaczął wierzyć w wyjątkowe zależności między nim a wyspą. Uduszony przez Bena, który chwilę wcześniej powstrzymał go przed samobójstwem. Po jego śmierci, reszta z 6 ocalałych zabiera jego ciało na wyspę i Czarny dym, który jest wrogiem Jacoba przybiera jego postać i podszywa się pod niego.
- Naveen Andrews jako Sayid Jarrah, były żołnierz Irackiej Gwardii Republikańskiej. Jeden z najaktywniejszych rozbitków, posiadający cechy przywódcze, zawsze chętny do działania, był związany z Nadią, a następnie z Shannon.
- Jorge Garcia jako Hugo „Hurley” Reyes, posiadacz wielomilionowej fortuny wygranej na loterii. Od czasu wygranej prześladowany przez pecha. Jest osobą bezkonfliktową i przyjaźnie nastawioną do innych rozbitków. Często łagodzi spory między nimi. Zmaga się z problemem nadwagi.
- Dominic Monaghan jako Charlie Pace, uzależniona od narkotyków gwiazda rocka. Na wyspie rozpoczął walkę ze swoim nałogiem. Zaprzyjaźnił się z ciężarną Claire z którą potem połączyło go uczucie. Z własnej woli utonął w stacji Zwierciadło aby pomóc Claire i jej synkowi wydostać się z wyspy.
- Emilie de Ravin jako Claire Littleton, matka Aarona, którego urodziła niedługo po przybyciu na wyspę. Jest przyrodnią siostrą Jacka, ale nie wie o tym.
- Kim Yoon-jin jako Sun Kwon, córka wpływowego koreańskiego biznesmena. Żona Jina, od którego chciała uciec przed wejściem na pokład samolotu. Ukrywała przed swoim mężem i resztą rozbitków znajomość języka angielskiego. Na wyspie jej związek z Jinem odżył. Ma z Jinem córkę – Ji Yeon.
- Daniel Dae Kim jako Jin-Soo Kwon, mąż Sun. Pochodzi z biednej, rybackiej rodziny, czego bardzo się wstydzi. Aby ożenić się z Sun zaczął pracować dla jej ojca, który zlecał mu „mafijne” zadania. To uczyniło go agresywnym i zniechęciło do niego jego żonę.
- Harold Perrineau Jr. jako Michael Dawson, robotnik budowlany, oraz niespełniony artysta malarz. Ma rodzicielskie problemy ze swoim synem, Waltem. Aby go ratować zdradził grupę i zabił Libby i Anę-Lucię.
- Malcolm David Kelley jako Walt Lloyd, syn Michaela. Wielu ludzi określało go jako „wyjątkowego”, przez jego pewnego rodzaju nadprzyrodzone zdolności.
- Ian Somerhalder jako Boone Carlyle, pracownik firmy organizującej wesela, należącej do jego matki. Przybrany brat Shannon. Zmarł w wyniku ran odniesionych na skutek obsunięcia się samolotu, który odnalazł wraz z Johnem i przeszukiwał.
- Maggie Grace jako Shannon Rutherford, instruktorka tańca. Przybrana siostra Boone’a, z którym często wdawała się w kłótnie. Na wyspie zakochuje się w Sayidzie. Zastrzelona przypadkowo przez Anę.
- L. Scott Caldwell jako Rose Henderson, żona Bernarda. Chora na raka, po przybyciu na wyspę uzdrowiona. Z początku jest tajemnicza i niezbyt chętna do rozmowy, z czasem się otwiera. Podczas przenosin w czasie wybudowała ze swoim mężem dom na wyspie i żyła bezkonfliktowo z innymi ludźmi znajdującymi się na niej.
- Sam Anderson jako Bernard Nadler, dentysta. Mąż Rose Henderson. Na początku usilnie starał się opuścić wyspę, m.in. próbując zrobić napis z kamieni na plaży, aby mogły wypatrzeć go samoloty, lecz z czasem od tych planów odwlekła go jego żona, z którą w późniejszym czasie wybudował dom na wyspie i starał się żyć spokojnie i bezkonfliktowo z innymi.
- Michelle Rodriguez jako Ana-Lucía Cortez, była policjantka. Liderka grupy rozbitków z tylnej części samolotu.
- Cynthia Watros jako Libby, psycholog, przyjaźniła się z Hugo. Nie wiadomo czy była tym, za kogo się podawała.
- Adewale Akinnuoye-Agbaje jako Mr. Eko, były lider przestępczej organizacji zajmującej się m.in. handlem i przerzutem narkotyków. Aby wydostać się ze swojego kraju musiał udawać księdza. Śmierć brata zmieniła jego podejście do tej roli – zaczął traktować ją bardzo poważnie, stał się religijny.
- Henry Ian Cusick jako Desmond David Hume, były szkocki żołnierz. W czasie katastrofy lotu 815 był samotnym mieszkańcem stacji „Łabędź”. Został odkryty przez rozbitków miesiąc po katastrofie.
- Michael Emerson jako Benjamin Linus („Henry Gale”), lider Innych. Jedna z bardziej tajemniczych i nieprzewidywalnych postaci. Jest utalentowanym kłamcą i manipulatorem – nigdy nie można być pewnym, co naprawdę myśli i jakie są jego właściwe zamiary. Rozbitkom przedstawił się jako Henry Gale.
- Mark Pellegrino jako Jacob, opiekun wyspy. Ma nadprzyrodzone moce, podobnie jak Richard nie ulega procesowi starzenia się.
- Nestor Carbonell jako Richard Alpert, wysokiej rangi członek Innych. Przybył na wyspę na pokładzie statku Black Rock (Czarna skała).
- Elizabeth Mitchell jako Juliet Burke, lekarka zajmująca się sprawami płodności. Przybyła na wyspę, aby rozwiązać problem ciężarnych kobiet, które z niewiadomych przyczyn umierały na wyspie. Należała do innych, jednak z czasem dołączyła do rozbitków. Była związana z Sawyerem. Zginęła na skutek obrażeń po wpadnięciu do szybu.
- Titus Welliver jako brat bliźniak Jacoba, uśmiercony przez Jacoba i wrzucony do świetlistej jaskini staje się Czarnym Dymem. Dokonuje osądów, manipuluje i zabija ludzi, pragnie wydostać się z wyspy. Ostatecznie przybiera postać Johna Locke’a.
- Jeremy Davies jako Daniel Faraday, fizyk. Był w grupie ekipy poszukiwawczej, której celem było odnalezienie Bena. Przybył na wyspę z zamiarem zbadania jej niezwykłych właściwości.
- Ken Leung jako Miles Straume, Świecki egzorcysta, pogromca duchów. Był w grupie ekipy poszukiwawczej, której celem było odnalezienie Bena.
- Rebecca Mader jako Charlotte Lewis, Antropolog. Była w grupie ekipy poszukiwawczej, której celem było odnalezienie Bena. Zmarła na skutek ciągłego przenoszenia się wyspy w czasie.
- Jeff Fahey jako Frank Lapidus, Pilot. Pilotował helikopter ekipy poszukiwawczej, której celem było odnalezienie Bena.
- François Chau jako Pierre Chang, znany także z pseudonimów Marvin Candle, Mark Wickmund i Edgar Halliwax. Jest ojcem Milesa i zarządza ludźmi w Dharmaville.

### Postacie drugoplanowe
- Kimberley Joseph jako Cindy Chandler, stewardesa. Porwana przez Innych, dołącza do nich. Opiekuje się dwojgiem dzieci ocalałych z katastrofy samolotu – Emmą i Zackiem.
- Fredric Lehne jako Edward Mars, szeryf federalny. Eskortował Kate w samolocie z Sydney do Los Angeles. Zmarł w wyniku katastrofy lotu 815.
- Daniel Roebuck jako Leslie Arzt, nauczyciel nauk biologiczno-chemiczno-fizycznych w szkole średniej. Miał trudny charakter, był nielubiany przez kolegów oraz prawdopodobnie także przez uczniów.
- Christian Bowman jako Steve Jenkins, Jeden z rozbitków. Był mylony ze Scottem. Zginął podczas ataku Innych na obóz rozbitków w roku 1954 podczas przeskoków w czasie.
- Dustin Watchman jako Scott Jackson, został zamordowany przez innych. Był mylony ze Steve’em.
- Josh Randall jako Nathan, podejrzewany przez Anę-Lucíę o szpiegostwo dla Innych w związku z jego dziwnym sposobem zachowania. Został zabity przez Goodwina.
- Kiele Sanchez jako Nikki Fernandez, Aktorka telewizyjna. Przed przybyciem na wyspę, razem ze swoim chłopakiem Paulo, otruła i okradła reżysera serialu, w którym grała. Przez pomyłkę została zakopana żywcem – myślano, że nie żyje, a była tylko sparaliżowana.
- Rodrigo Santoro jako Paulo, kucharz. Przed przybyciem na wyspę, razem z Nikki Fernandez, otruł i okradł reżysera serialu, w którym grała jego dziewczyna. Przez pomyłkę zapkopany żywcem – myślano, że nie żyje, a był sparaliżowany.
- Mira Furlan jako Danielle Rousseau, naukowiec. Przybyła na wyspę z ekipą naukową 16 lat przed katastrofą lotu 815. Jest matką Alex, jednak dziecko zaraz po urodzeniu odebrali jej Inni. Zabita przez ludzi Charlesa Widmore’a z frachtowca.
- Tania Raymonde jako Alexandra Rousseau, córka Danielle. Została adoptowana przez Bena. Jej chłopak to Karl. Zabita przez Keamy’ego strzałem w tył głowy.
- Blake Bashoff jako Karl Martin, chłopak Alex. Zabity przez ludzi Charlesa Widmore’a z frachtowca.
- William Mapother jako Ethan Rom, chirurg. Infiltrował rozbitków ze środkowej części samolotu. Zastrzelony przez Charliego.
- Brett Cullen jako Goodwin Stanhope, Infiltrował rozbitków z tylnej części samolotu. Były kochanek Juliet. Zdemaskowany przez Anę, gdy chciał rzucić się na leżącą na ziemi Ann, ta nadstawiła specjalnie kij, na który nadział się, i umarł.
- M.C. Gainey jako Tom Friendly, wysokiej rangi członek Innych.
- Andrew Divoff jako Mikhail Bakunin, były sanitariusz w armii radzieckiej. Zamieszkiwał jedną ze stacji Dharmy – „Płomień”. Spowodował śmierć Charliego, a tym samym i swoją.
- Michael Bowen jako Danny Pickett, jeden z Innych, który obwinił Sawyera o śmierć swojej żony. Zastrzelony przez Juliet.
- Paula Malcolmson jako Colleen Pickett, żona Danny’ego. Zastrzelona przez Sun.
- April Grace jako Beatrice Bea Klugh, zginęła na własne życzenie, rozkazując Mikhaiłowi żeby ją zastrzelił, aby zapobiec uzyskaniu informacji przez rozbitków o miejscu gdzie znajdują się Baraki.
- Hiroyuki Sanada jako Dogen, przywódca grupy zamieszkującej świątynię. Pomimo znajomości języka angielskiego przemawiał po japońsku za pośrednictwem tłumacza, według którego Dogen był jedyną osobą która trzymała Potwora na zewnątrz. Kiedy mistrz został zamordowany przez Sayida, wróg Jacoba wdarł się do świątyni jako słup czarnego dymu i zabił Innych, którzy nie opowiedzieli się po jego stronie.
- John Hawkes jako Lennon, członek grupy zamieszkującej świątynię i znajdował się dość wysoko w jej hierarchii. Pełnił także funkcję tłumacza przywódcy grupy, Dogena, który pomimo znajomości angielskiego wolał przemawiać w swoim ojczystym, japońskim języku.
- Sebastian Siegel jako Erik, dowódca grupy Innych którzy znaleźli Sawyera i Kate gdy nieśli Bena do Richarda Alperta. Później widzimy go bijącego Jacka w namiocie Eloise w obozie Innych. Zostaje zastrzelony przez Sayid gdy wraz z Ellie i Alpertem prowadzą Jacka i Kate do miejsca gdzie Inni zabezpieczyli bombę „Jughead” – w tunelach pod Barakami.

### Ludzie powiązani z Charlesem Widmore’em
- Grant Bowler jako Gault, dowódca załogi frachtowca „Kahana”. Pochodzi z Australii.
- Marsha Thomason jako Naomi Dorrit
- Kevin Durand jako Martin Keamy, żołnierz. Lider grupy najemników, zatrudnionych przez Charlesa Widmore’a w celu pojmania Bena i zabicia innych ludzi znajdujących się na wyspie. Przypłynął frachtowcem Kahana. Zabity przez Bena w stacji Orchidea, jego śmierć powoduje wybuch frachtowca.
- Fisher Stevens jako Geroge Minkowski, główny oficer komunikacji na frachtowcu „Kahana”, odpowiedzialny za utrzymywanie kontaktu z naukowcami na wyspie oraz ze światem zewnętrznym. Gdy zaczął doświadczać efektów ubocznych spowodowanych przez zbyt duże zbliżenie się do wyspy, na stanowisku zastąpiła go Regina. Na skutek braku „stałej” Minkowski umarł.
- Alan Dale jako Charles Widmore, wpływowy biznesman, właściciel potężnej firmy „Widmore Industries”. Prowadzi długą i tajemniczą rywalizację z Benem o kontrolę nad wyspą. Ojciec Penny i Daniela. Były kochanek Eloise, z którą był kiedyś na wyspie i należał do Innych, Ben pozbawił go przywództwa i musiał opuścić wyspę.
- Lance Reddick jako Matthew Abaddon, zwierzchnik Naomi.
- Faran Tahir jako Ishmael Bakir, zabił Nadię na zlecenie Charlesa Widmore’a. Zastrzelony przez Sayida.
- Armanduo Pucci jako Peter Avellino, był jedną z osób które Ben kazał zlikwidować Sayidowi, pracował najprawdopodobniej dla Charlesa Widmore’a. Irakijczyk zastrzelił go na polu golfowym w Seszelach.
- Dmitri Boudrine jako Ivan Adropov, rosyjski bogaty biznesmen uwikłany w szemrane interesy z Charlesem Widmore’em. Był ostatnią osoba z otoczenia Widmore’a zabitą na zlecenie Bena przez Sayida.
- Fred Koehler jako Seamus, człowiek Charlesa Widmore’a, który razem z nim przypłynął łodzią podwodną na wyspę.
- Sheila Kelley jako Zoe, geolog pracujący dla Charlesa Widmore’a, która razem z nim przybyła na wyspę łodzią podwodną w 2007 roku.
- Sonya Walger jako Penelope Widmore, córka Charlesa Widmore’a. Prowadziła poszukiwania swojego chłopaka Desmonda. Ma z nim syna – Charliego.
- Fionnula Flanagan jako Eloise Hawking, matka Daniela, była kochanka Charlesa Widmore’a, z którym kiedyś należała do Innych. Od dawna znajduje się poza wyspą. Przewiduje przyszłość być może dzięki notesowi syna, którego zabiła nie wiedząc kim jest. Uważa, że każdy ma swoje przeznaczenie, dlatego między innymi wysyła syna na wyspę wiedząc co się wydarzy, każe Desmondowi zerwać z Penny i sprowadza go na wyspę, czy namawia 6 ocalałych do powrotu.

### Postacie z retrospekcji
- John Terry jako Christian Shephard, ordynator chirurgii. Ojciec Jacka i Claire. Zmarł na skutek zawału serca.
- Kevin Tighe jako Anthony Cooper, oszust, prawdziwy „Sawyer”. Ojciec Locke’a.
- Andrea Gabriel jako Noor „Nadia” Abed Jazeem, koleżanka z dzieciństwa i żona Sayida. Zginęła potrącona przez samochód Ishmaela, człowieka Charlesa Widmore.
- Katey Sagal jako Helen Norwood, narzeczona Locke’a. Miała zostać jego żoną, ale nagły powrót jego ojca pokrzyżował ich plany. Kiedy Helen dowiedziała się o jego zaangażowaniu w sprawy finansowe ojca, odrzuciła jego oświadczyny i odeszła.
- Tamara Taylor jako Susan Lloyd, żona Michaela i matka Walta. Zmarła na chorobę krwi.
- Ronald Guttman jako Angelo Busoni, pacjent szpitala św. Sebastiana, gdzie Jack przeprowadził na nim specjalną operację ratującą mu życie. Niestety, operacja nie powiodła się i Angelo umarł.
- Archie Ahuna jako Tito, dziadek Hugo. Zmarł na ataku serca.
- Hakeem Kae-Kazim jako Emeka, dowódca ludzi, którzy kradli szczepionki, które były przysyłane do kościoła Yemiego. Został zabity przez Mr. Eko.
- Željko Ivanek jako Edmund Burke, były mąż Juliet.
- Patrick J. Adams jako Peter Talbot, jego matka związała się z Anthonym Cooperem. Poszukiwał Johna by ten powiedział mu czy Anthony to dobry partner dla jego matki.
- James Horan jako Wayne Janssen, biologiczny ojciec Kate.
- Mackenzie Astin jako Tom Brennan, przyjaciel Kate z dzieciństwa.
- Jeff Perry jako Frank Duckett, Amerykanin, sprzedawca w sklepie z krewetkami w Australii. Hibbs powiedział Jamesowi, że Duckett jest prawdziwym Sawyerem.
- Jacob Witkin jako Howard L. Zukerman, zamożny brytyjski producent serialu pt. „Expose”. Mieszkał we wspaniałej posiadłości w Sydney. Wielokrotnie był żonaty. Miał romans z gwiazdą „Expose”, Nikki, a ta razem z jego kucharzem Paulo otruli go.
- Donnie Keshawarz jako Essam Tasir, przyjaciel Sayida ze studiów. Został zwerbowany wraz z Sayidem do akcji terrorystycznej. Sayid będąc agentem CIA w ostatniej chwili ostrzegł Essama i zamierzał mu dać szansę ucieczki, lecz ten czując się zdradzony przez przyjaciela popełnił samobójstwo strzelając sobie w usta.
- Adetokumboh McCormack jako Yemi Tunde, brat Eko. Był księdzem. Zginął zastrzelony przez żołnierzy.
- Tony Lee jako Jae Lee, przyjaciel i nauczyciel Sun. Nauczył ją języka angielskiego, co znacznie ułatwiło jej komunikację z resztą rozbitków na wyspie. Jae był także jej kochankiem, lecz zostało to udaremnione przez ojca Sun. Niedługo po tym, popełnił samobójstwo wyskakując z okna swego apartamentu.
- Aaron Gold jako Jason McCormack, przestępca, który strzelił do Any-Lucii podczas jednej z akcji policyjnych. Kobieta była w ciąży i wskutek postrzału straciła swoje nienarodzone dziecko.
- Pierre Olivier jako Olu, przemytnik narkotyków, który pracował z Eko i Goldie.
- Ronald Revels jako Golodie, nigerijski handlarz narkotyków. Pracował dla Mr. Eko i Olu. Zginął w katastrofie samolotu przemytników.

### Członkowie ekspedycji francuskiej
- Alexandra Tobas jako Nadine
- Marc Menard jako Montand
- Bruno Bruni jako Brennan
- Chris Marvin jako Lacombe
- Guillaume Dabinpons jako Robert

### Lot 316
- Zuleikha Robinson jako Ilana, eskortowała Sayida za zabójstwo Petera Avellino. Zginęła po powrocie z „Czarnej Skały” nieuważnie rzucając na ziemię torbę z laskami dynamitu, co spowodowało wybuch.
- Saïd Taghmaoui jako Caesar. Zabity przez Bena.
- Brad William Henke jako Bram, próbował nakłonić Milesa do zrezygnowania z pracy dla Charlesa Widmore’a.
- Kavita Patil jako Rupa Krishnavani, stewardesa. Zginęła podczas katastrofy samolotu.

### Inicjatywa DHARMA
- Doug Hutchison jako Horace Goodspeed, matematyk w Inicjatywie Dharma. Miał dwie żony: Olivię i Amy. Z tą drugą miał syna – Ethana. Był obecny przy narodzinach Bena i śmierci jego matki. Pomógł Rogerowi znaleźć pracę na wyspie. Został zabity podczas czystki.
- Patrick Fischler jako Phil, jeden z pracowników Inicjatywy DHARMA, jeden z członków ochrony. Został zabity przez wielki spadający słup, na który się nadział.
- Leslie Ishii jako Lara Chang, żona Pierre’a Changa i matka Milesa Straume’a. Wraz z synem opuściła wyspę, gdy jej mąż zdał sobie sprawę, że Jack, Kate, Sawyer, Hugo, Juliet, Daniel i Miles są z przyszłości.
- Eric Lange jako Stuart Radzinsky, członek Inicjatywy DHARMA, operator stacji Płomień. Później został partnerem Kelvina Inmana jako operator stacji Łabędź. W tym miejscu popełnił też samobójstwo.
- Clancy Brown jako Kelvin Joe Inman, żołnierz armii amerykańskiej. Nakłaniał Sayida do torturowania jego byłego dowódcy, Tariqa. Kilkanaście kilometrów przed Bagdadem wypuścił Sayida na wolność. Kelvin był członkiem Dharmy. Został wysłany na wyspę do Stacji Łabędź, gdzie wraz ze swoim partnerem Radzinskym kontrolował ładunek elektromagnetyczny. Jakiś czas później Radzinsky popełnił samobójstwo. Po jakimś czasie Kelvin znalazł wyrzuconego na brzeg Desmonda, z którym przez kolejne trzy lata wspólnie naciskał przycisk. Przez ten czas kończył rysować mapę zapoczątkowaną przez Radzinskiego. W ukryciu przed swoim partnerem planował ucieczkę z wyspy. 22 września 2004 Kelvin udał się do łodzi by odpłynąć. Desmond śledząc go odkrył jego zamiary i zabił go przypadkiem podczas szamotaniny.
- Jon Gries jako Roger Linus, ojciec Benjamina Linusa i mąż Emily. Był pracownikiem Inicjatywy Dharma – woźnym i kierowcą vana. Na jego roboczym uniformie umieszczone było logo stacji Łabędź, jego imię oraz funkcja – „Work Man”. Został zamordowany przez Bena podczas czystki.
- William Sanderson jako Oldham, zajmował się przesłuchiwaniem/torturowaniem ludzi. Zginął podczas czystki.

## Serie i ich fabuła

### Przegląd sezonów
| Sezon | Sezon | Odcinki | Odcinki specjalne | Pierwsza emisja ABC | Pierwsza emisja ABC | Pierwsza emisja AXN (serie 1-4) / nSeriale VOD (serie 5-6) | Pierwsza emisja AXN (serie 1-4) / nSeriale VOD (serie 5-6) |
| Sezon | Sezon | Odcinki | Odcinki specjalne | Premiera            | Finał               | Premiera                                                   | Finał                                                      |
| ----- | ----- | ------- | ----------------- | ------------------- | ------------------- | ---------------------------------------------------------- | ---------------------------------------------------------- |
|       | 1     | 25      | 1                 | 22 września 2004    | 25 maja 2005        | 22 stycznia 2005                                           | 1 lipca 2005                                               |
|       | 2     | 24      | 3                 | 21 września 2005    | 24 maja 2006        | 22 stycznia 2006                                           | 2 lipca 2006                                               |
|       | 3     | 23      | 3                 | 4 października 2006 | 23 maja 2007        | 11 lutego 2007                                             | 22 lipca 2007                                              |
|       | 4     | 14      | 1                 | 31 stycznia 2008    | 29 maja 2008        | 6 kwietnia 2008                                            | 5 października 2008                                        |
|       | 5     | 17      | 3                 | 21 stycznia 2009    | 13 maja 2009        | 28 stycznia 2009                                           | 20 maja 2009                                               |
|       | 6     | 18      | 3                 | 2 lutego 2010       | 23 maja 2010        | 9 lutego 2010                                              | 30 maja 2010                                               |

### Seria 1 (1–44 dni po katastrofie)

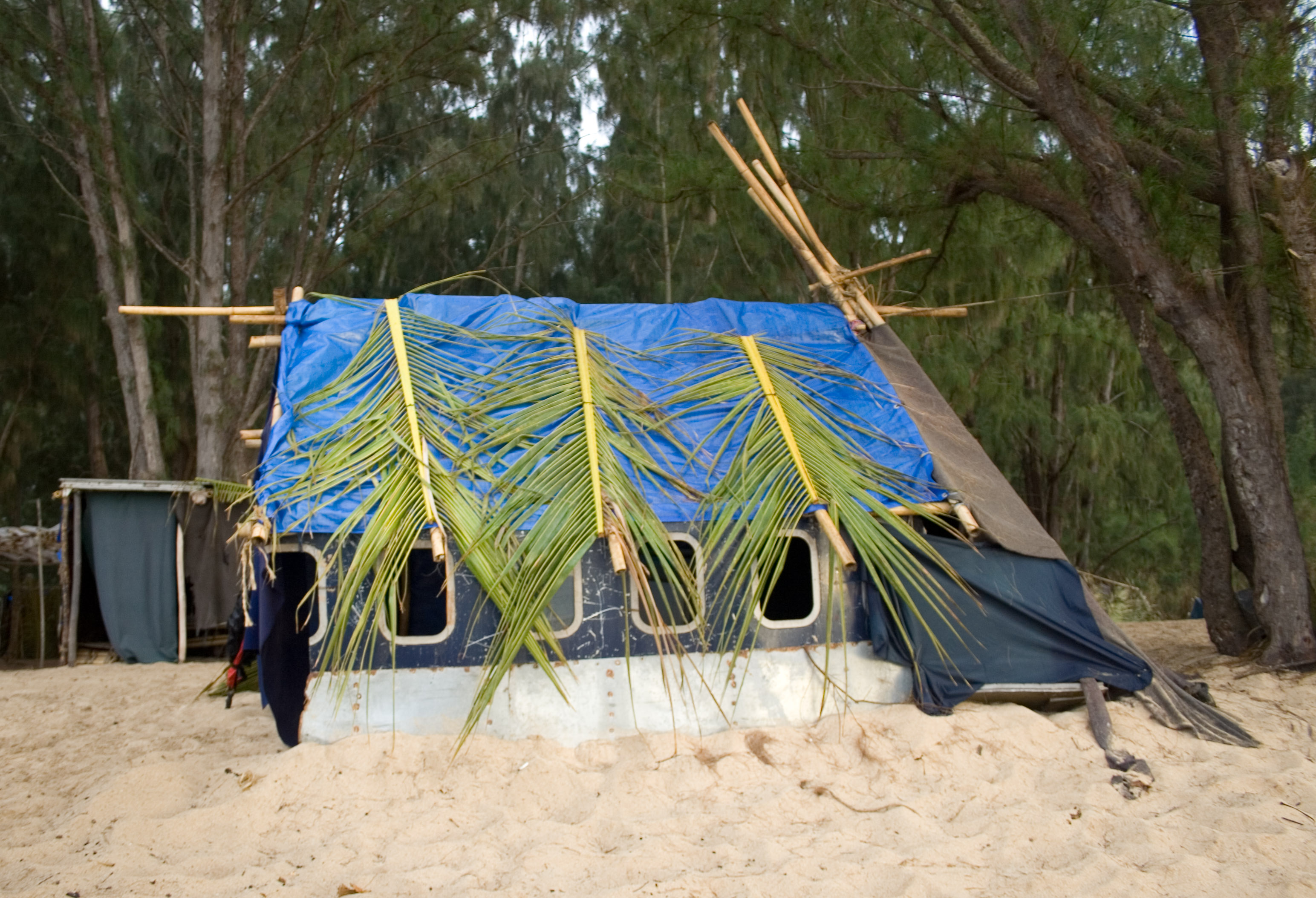
„Chatka” Sawyera, zbudowana z pozostałości samolotu

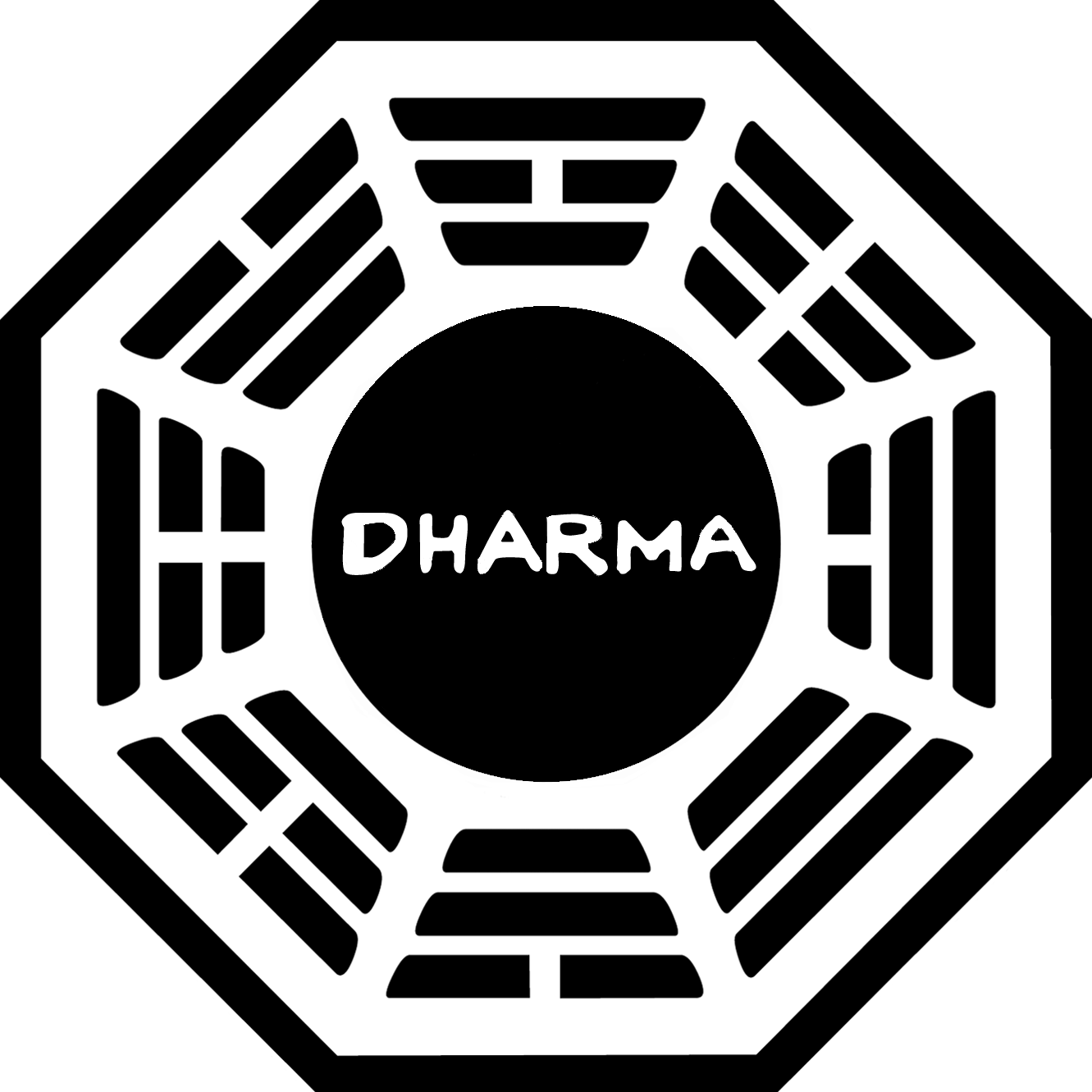
Dharma

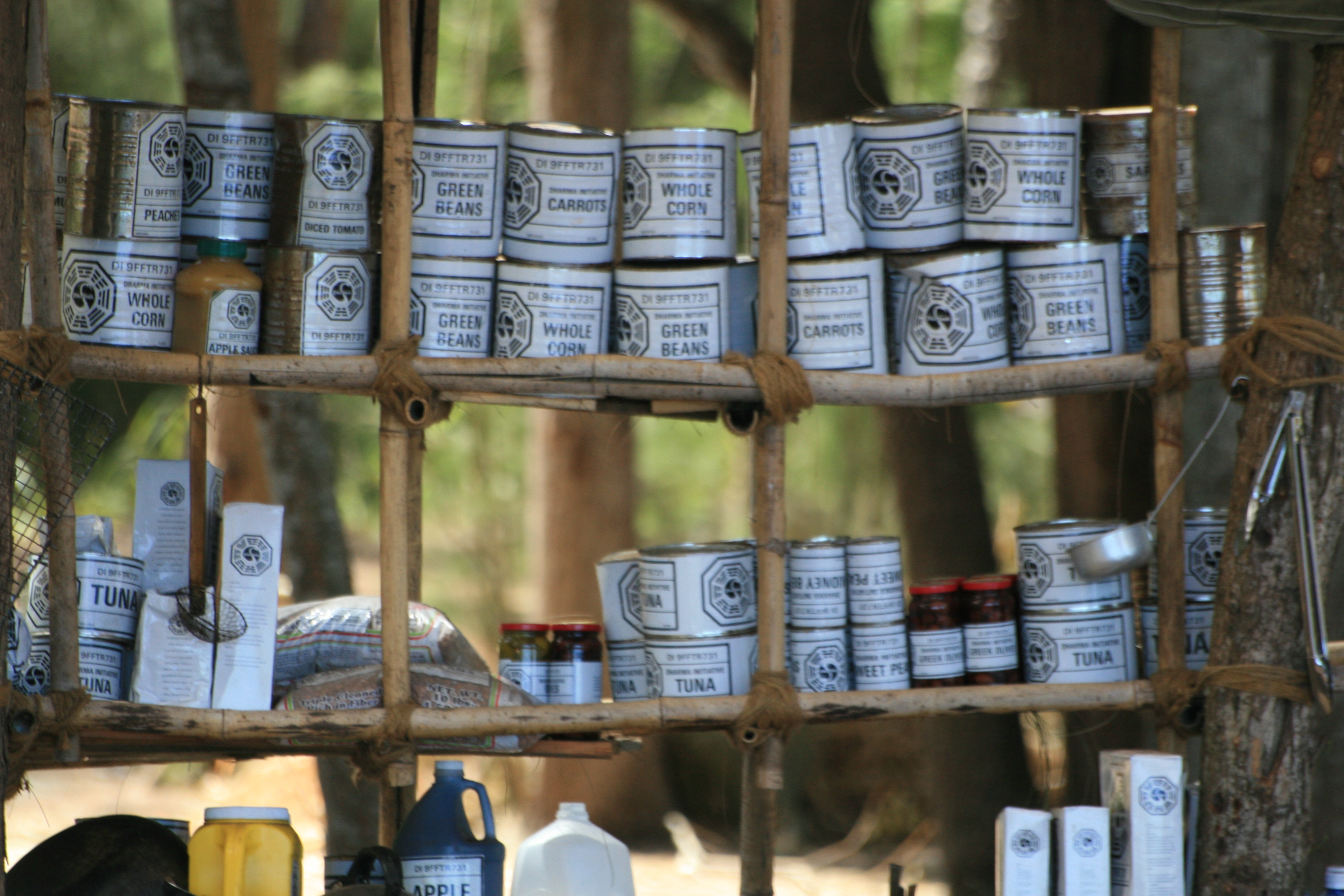
Pożywienie rozbitków – prowiant DHARMA

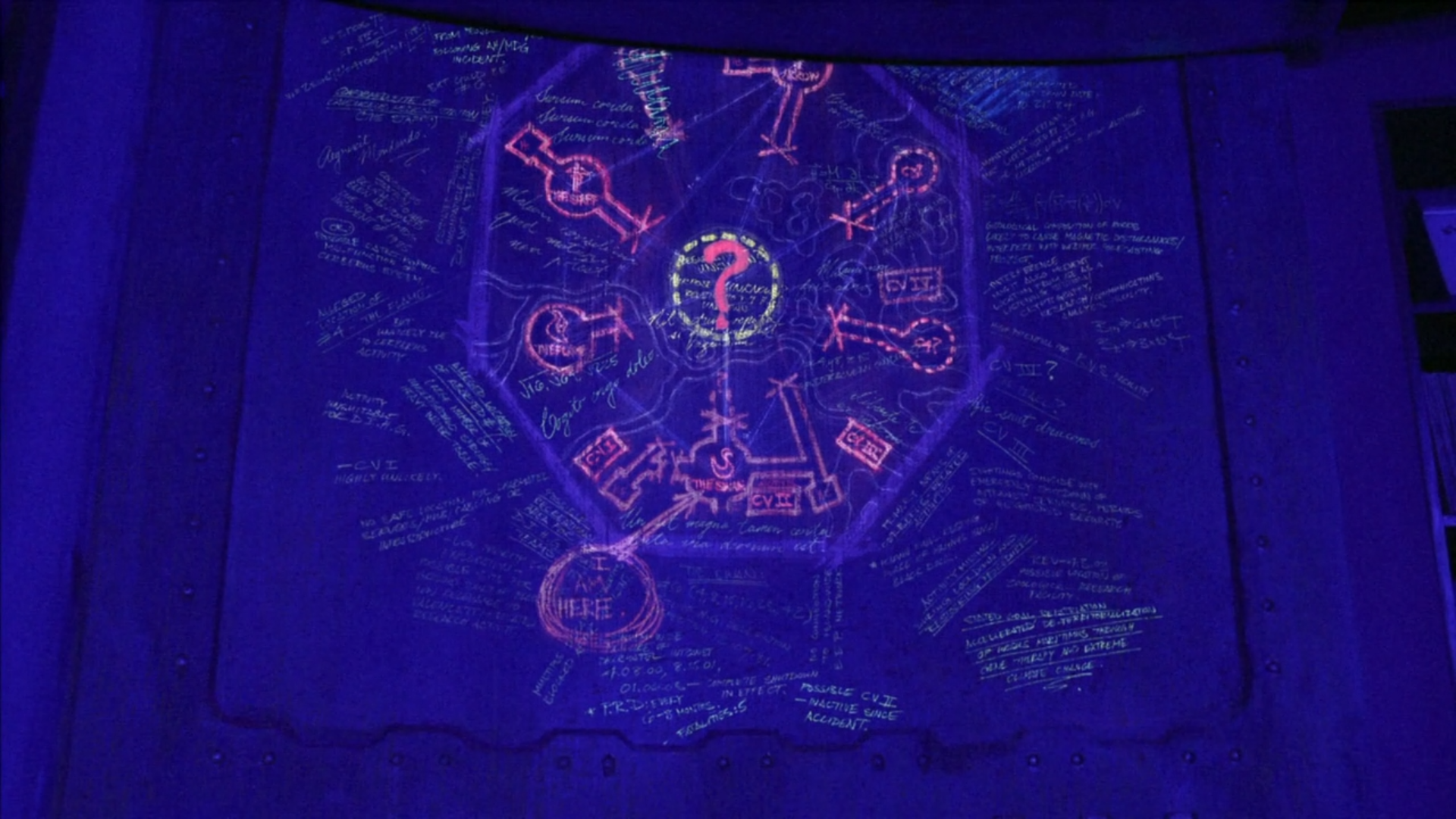
Rozmieszczenie bunkrów na wyspie na grodziach przeciwwybuchowych w bunkrze Łabędź

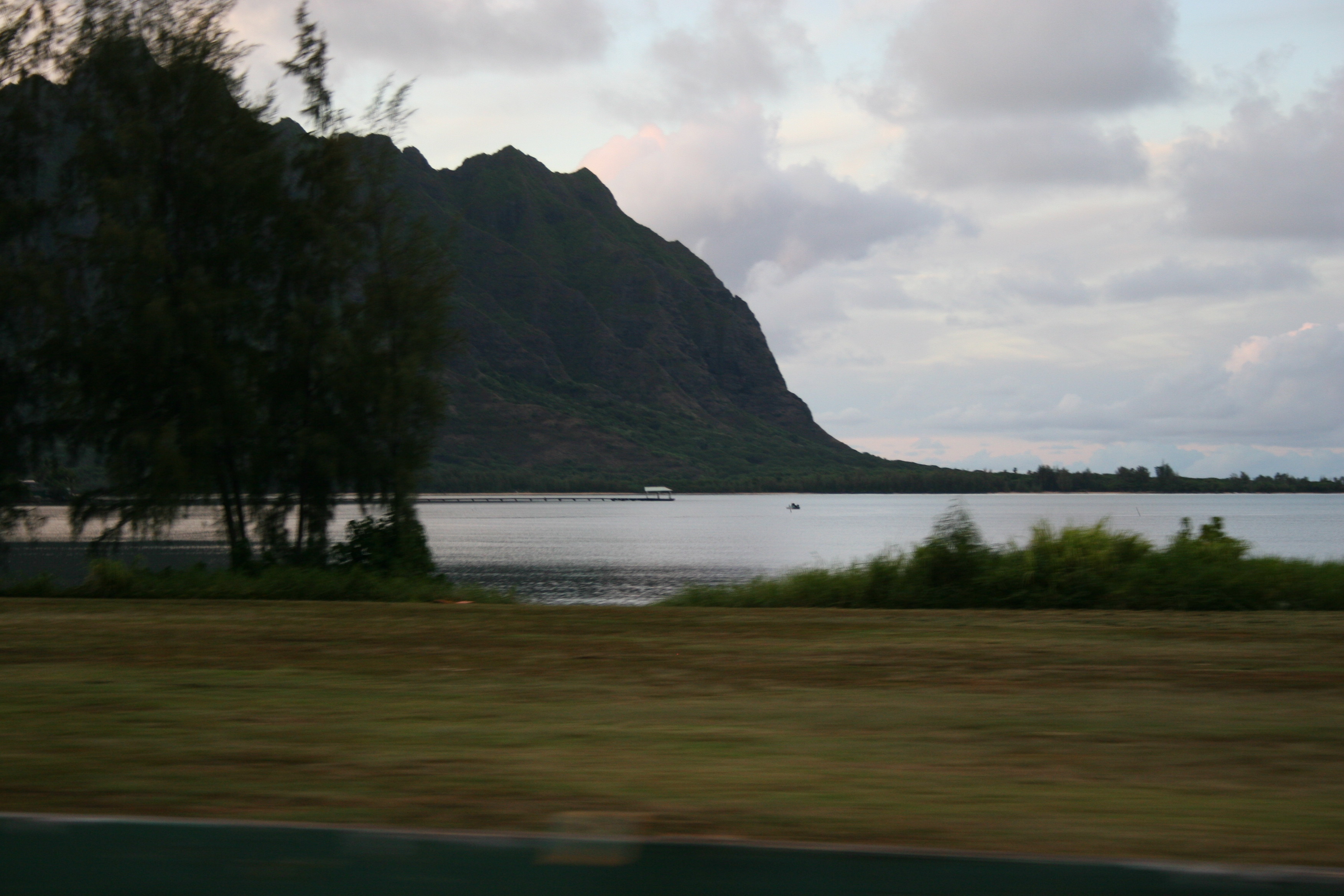
Pala Ferry – przystań, przy której rozgrywały się finałowe sceny sezonu drugiego

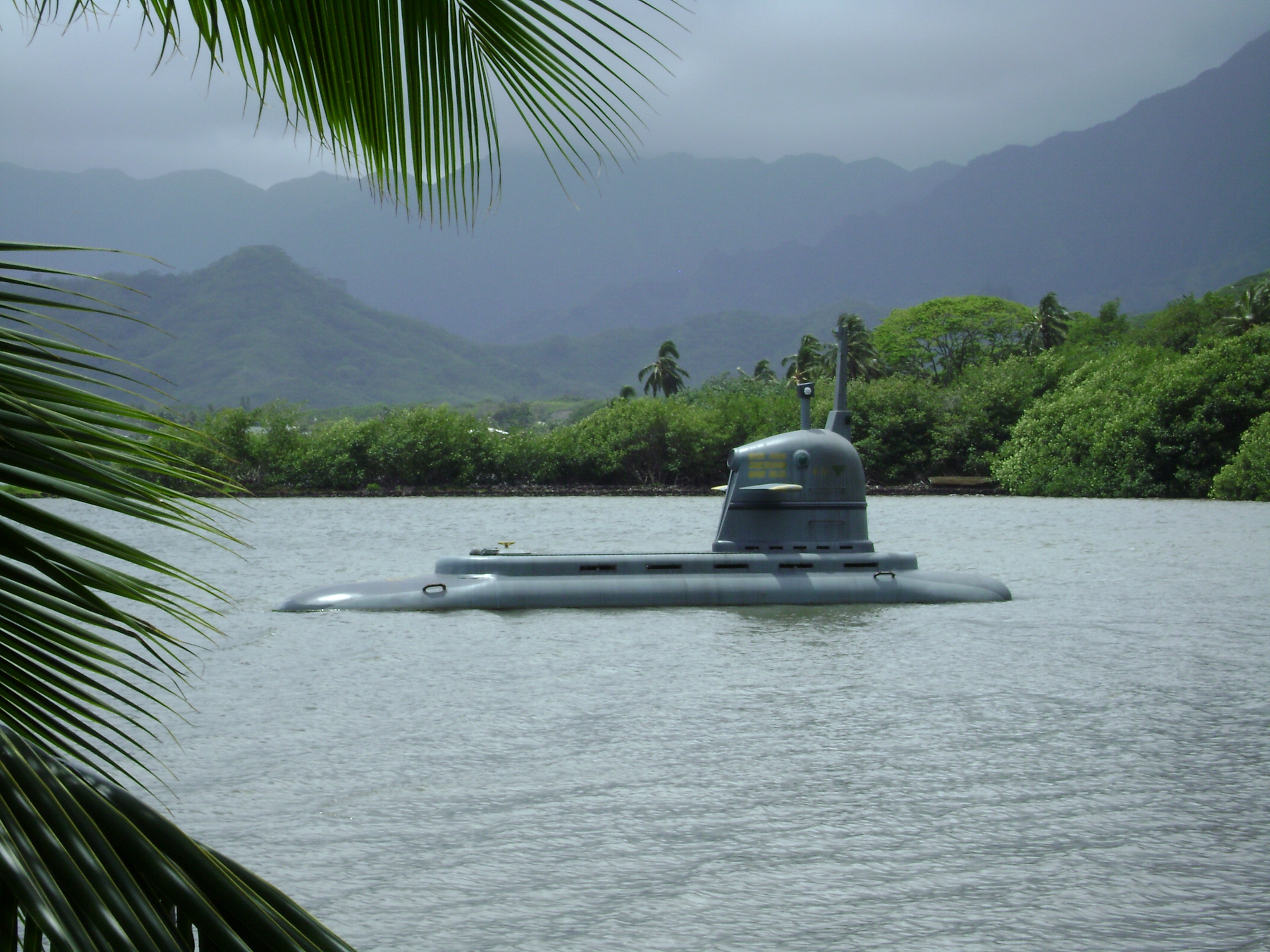
Łódź podwodna, która została wysadzona w powietrze przez Locke’a

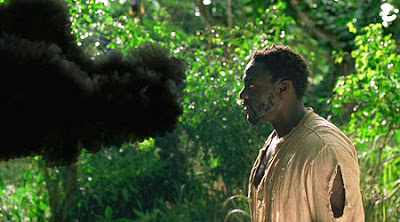
Czarny Dym i Mr. Eko

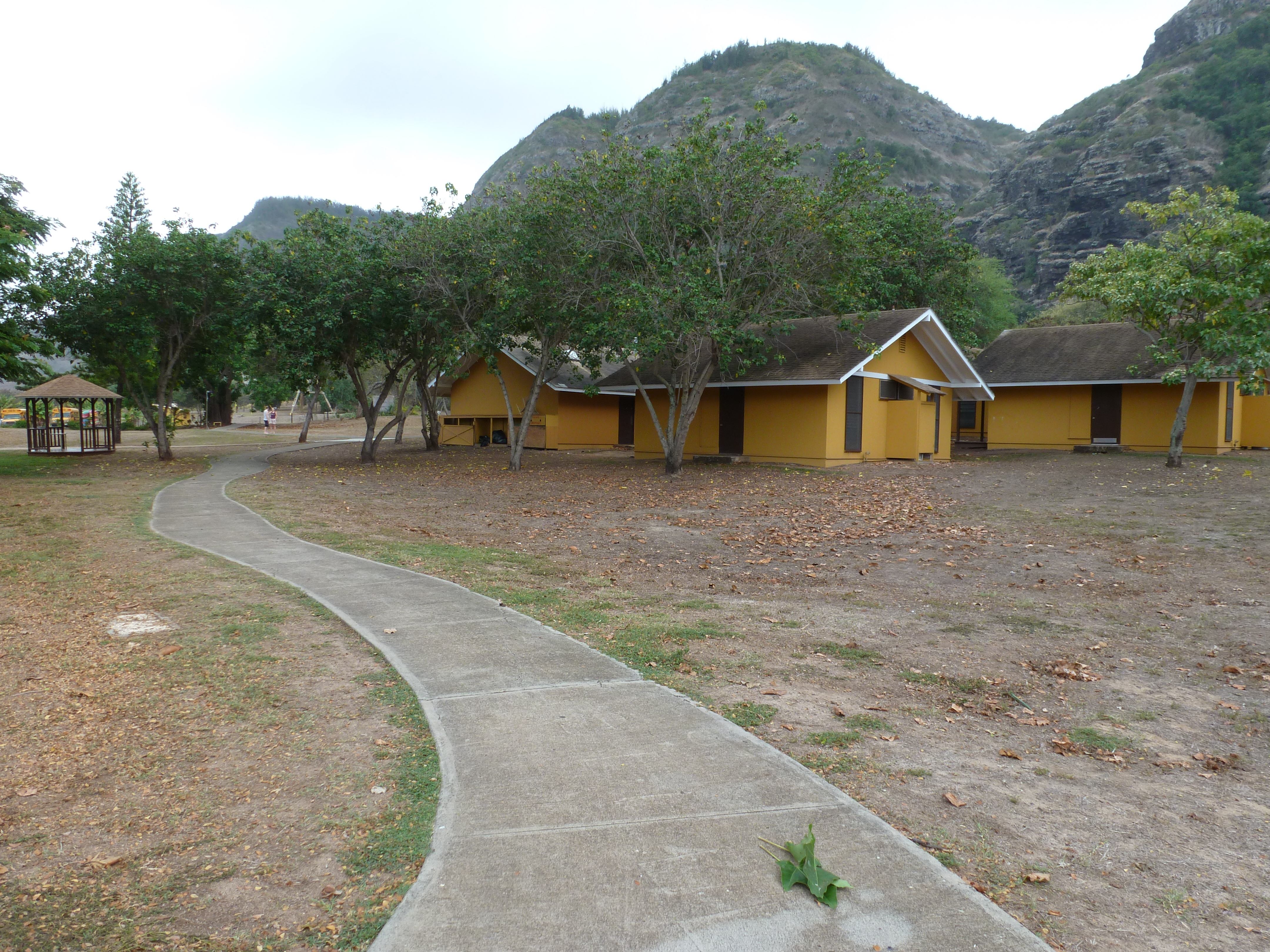
Osiedle pracowników Dharmy, potem Innych

22 września 2004 na tajemniczej wyspie na Pacyfiku rozbija się samolot lecący z Sydney do Los Angeles. 48 pasażerów cudem uchodzi cało z katastrofy. Jeden z rozbitków, chirurg Jack Shephard, organizuje pomoc medyczną dla rannych, stając się tym samym nieformalnym liderem otaczających go ludzi. Nadzieje na ratunek z zewnątrz okazują się płonne – samolot przed upadkiem zmienił kurs o setki mil, podążając w nieznanym kierunku. Grupa ocalałych musi porzucić swoje dotychczasowe życie, zamieszkując w coraz bardziej tajemniczym i nieprzyjaznym miejscu. Odkrywają jednak szybko, iż na wyspie nie są sami. Już pierwszej nocy słyszą dobiegające dziwne dźwięki z dżungli, które później okazują się być wydawane przez dziwny byt w postaci czarnego dymu. Później odkrywają coraz to nowe dziwne zjawiska – krążąc po dżungli słyszą szepty, niektórzy rozbitkowie widzą nawet dawno zmarłe, bliskie im osoby. Nie mając nadziei na ratunek zagubieni coraz bardziej zadomawiają się na plaży. Wkrótce dwoje z nich – John Locke i Boone – odkrywają tajemniczy właz. Przez wiele dni starają się go otworzyć, a tymczasem reszta zagubionych zmaga się z mieszkańcami wyspy, określanymi przez nich jako Inni. Jako iż Inni porywają niektórych rozbitków, stają się wrogiem numer jeden ocalałych z katastrofy. Wspólnymi siłami udaje im się w końcu otworzyć dziwny właz. Tak kończy się pierwszy sezon.

### Seria 2 (45–67 dni po katastrofie)
Okazuje się, że bunkier był niegdyś częścią projektu Inicjatywy DHARMA – tajemniczej organizacji, która przeprowadzała na wyspie badania. Locke odkrywa w stacji Łabędź Desmonda, człowieka, który rozbił się na wyspie trzy lata wcześniej i został przyprowadzony do bunkra przez niejakiego Kelvina. Przez cały ten czas razem z nim dbał o to, aby co 108 minut wpisać kod (4, 8, 15, 16, 23, 42) do komputera, przekonany, że dzięki temu ratuje świat. Podczas całego drugiego sezonu niektórzy rozbitkowie coraz bardziej zadomowiają się w bunkrze, jednocześnie mając coraz większe wątpliwości co do konsekwencji niewciśnięcia przycisku. Jednoczą się także z ludźmi z tylnej części samolotu, którzy rozbili się w innej części wyspy. John Locke odkrywa inną stację DHARMY, służącą do monitorowania innych i ogląda film instruktażowy, w którym jest wyraźnie powiedziane, że wciskanie przycisku w stacji Łabędź to jedynie test psychologiczny na wytrzymałość ludzi pełniących to zadanie przez długi czas. Locke postanawia sprawdzić, co się stanie jeśli przycisk nie zostanie wciśnięty. Okazuje się jednak, że testowi poddawana była załoga ze stacji Perła (obserwacyjnej), a nie z Łabędzia – czy będą dalej pełnić swoje zadanie, czy sprzeciwią się nieludzkiemu traktowaniu skazanych na ratowanie świata ludzi w stacji Łabędź. Okazuje się, że wpisywanie kodu powstrzymywało uwolnienie olbrzymiej energii elektromagnetycznej, w którą zasobna jest wyspa. W ostatniej chwili Desmond zdobywa się na bohaterski czyn i przekręca kluczyk stacji awaryjnej, w nie do końca określony sposób powodując implozję bunkra i zapobiegając tym samym zagładzie świata. W tym samym czasie Innym – dzięki zdradzie jednego z rozbitków, Michaela, któremu pozwalają wrócić do cywilizacji na łodzi – udaje się porwać Jacka, Kate i Sawyera.

### Seria 3 (68–91 dni po katastrofie)
Sezon trzeci koncentruje się na Innych, ich przeszłości i życiu na wyspie. Okazuje się, że ich lider – Benjamin Linus – porwał Jacka Shepharda, ponieważ ten jest lekarzem, a Ben ma guza na kręgosłupie i wymaga natychmiastowej operacji. Aby zmusić do niej Jacka, wykorzystuje jego przyjaciół, Kate i Sawyera. Operacja zostaje przez Jacka wykonana, a po kilku walkach z Innymi Kate i Sawyer uciekają. Jack postanawia zostać wśród Innych, gdyż Ben obiecuje mu wydostanie się z wyspy na pokładzie łodzi podwodnej. Kate wyrusza na misję ratunkową i jest zaskoczona, że Jack wcale nie chce odejść od Innych. Ten zdradza jej, że jak tylko dotrze do cywilizacji, wróci z pomocą. Jednak szansę na to niszczy John Locke, który wysadza łódź, mając własne plany wobec mieszkańców wyspy.
Ben zdradza Locke’owi, że Inni nie są pozostałościami po członkach Inicjatywy DHARMA, tylko rdzennymi mieszkańcami wyspy, a naukowcy zostali przez nich wybici. Na dowód pokazuje mu dół ze szkieletami. Po postrzeleniu przez Linusa ląduje w nim i Locke. John próbuje popełnić samobójstwo, jednak zostaje powstrzymany przez zjawę Walta, która mówi mu, że ma zadanie do wykonania. Tymczasem rozbitkowie natrafiają na Naomi – spadochroniarkę, która wyjaśnia im, że została wysłana przez Penelope Widmore w poszukiwaniu jej ukochanego, Desmonda.
Inni postanawiają wyruszyć silną grupą na plażę, by porwać wszystkie kobiety w ciąży do swoich badań. Wkrótce dochodzi do ostatecznej konfrontacji pomiędzy nimi a zagubionymi. Bernard, Jin i Sayid zostają na plaży, przygotowując zasadzkę, podczas gdy Jack prowadzi wszystkich do wieży transmisyjnej, aby wyłączyć nadawany przez nią komunikat o pomoc (ustawiony szesnaście lat wcześniej przez Rousseau). W ten sposób mogliby połączyć się telefonem satelitarnym Naomi z resztą jej załogi, która znajduje się na statku kilkadziesiąt mil od wyspy.
Tymczasem Charlie i Desmond wyruszają do kolejnej stacji DHARMY – Zwierciadła – by wyłączyć urządzenie blokujące wszelkie sygnały nadawane z wyspy. Spotykają tam dwie kobiety należące do Innych, ale wkrótce udaje im się je obezwładnić. Charlie wyłącza urządzenie i od razu odbiera transmisję przychodzącą na wyspę. Okazuje się, że to Penelope Widmore, poszukująca Desmonda. Dowiaduje się od niej, że wcale nie wysłała Naomi ani żadnego statku poszukiwawczego. Wtedy też część stacji, w której znajduje się Charlie, zostaje na skutek działania jednego z Innych zalana wodą. Charlie topi się. Przed śmiercią udaje mu się przekazać Desmondowi wiadomość, że ludzie z frachtowca Naomi nie przybyli ich uratować.
Sayid, Jin i Bernard zabijają wielu Innych, ale ostatecznie zostają pochwyceni. Ben postanawia spotkać się z Jackiem. Dochodzi do konfliktu i lider Innych zostaje przez Jacka pobity i związany. W końcu Sayid, Jin i Bernard (przy pomocy Sawyera, Hugo i Juliet) rozprawiają się na plaży z Innymi, którzy przetrwali zasadzkę, a grupa Jacka wyłącza wieżę transmisyjną, blokującą sygnał z telefonu Naomi. Gdy kobieta ma już połączyć się ze swoim statkiem, zostaje zabita przez Locke’a ciosem noża w plecy. John mówi, że ludzie ze statku są dla nich zagrożeniem, ale Jack mu nie wierzy i kontaktuje się z niejakim Minkowskim, który zapewnia, że za chwilę po nich będą.
W finałowym odcinku trzeciego sezonu pojawiają się sceny z życia Jacka i Kate po wydostaniu się z wyspy.

### Seria 4 (92–101 dni po katastrofie)
Akcja Sezonu 4. zaczyna się zaraz po zakończeniu akcji Sezonu 3. Rozbitkowie nie są zgodni, co do tego, czy zaufać ludziom z frachtowca. Niektórzy uważają, że jest to ratunek (Jack, Kate), inni (Locke, Sawyer, Hugo) – że ludzie ci przybyli na wyspę po to, by ich zlikwidować. Drugą tezę potwierdza fakt, że Charlie na krótko przed śmiercią przekazał wiadomość, iż to nie jest statek Penelope. Z tego powodu duża część rozbitków postanawia przyłączyć się do Locke’a i poszukać schronienia w wiosce należącej niegdyś do Innych (teraz opuszczonej). Jack i Kate zostają sami i wkrótce spotykają dwóch pierwszych członków ekipy ratunkowej – Daniela Faradaya i Milesa. Tymczasem grupa Locke’a natrafia na Charlotte, kolejną członkinię ekipy Naomi i postanawiają wziąć ją ze sobą. Jack i reszta znajdują pilota helikoptera, na którym zespół ze statku dostał się na wyspę. Wtedy obcy wyjawiają im, że są tu po Benjamina Linusa, twierdząc przy tym, że ich pracodawca nie zdradził im szczegółów, po co mu ten człowiek. Sayid prosi pilota, by poleciał z nim na statek, ale ten stawia warunek – Sayid ma mu przyprowadzić Charlotte. Sayid idzie więc do Locke’a i wymienia Milesa na kobietę. Wkrótce odlatuje z wyspy wraz z pilotem, Desmondem i ciałem Naomi.
Lecąc przez burze, Desmond nagle przenosi się mentalnie do roku 1996, kiedy to służył w wojsku. Od tej pory co jakiś czas jest w dwóch rzeczywistościach jednocześnie, zapominając kompletnie o wydarzeniach z 2004 roku. Okazuje się, że ta przypadłość dotknęła już odwiedzających wyspę, którzy w ostatnim czasie ulegli napromieniowaniu. Pomoc otrzymuje Desmond od Daniela Faradaya, który w ukryciu prowadził badania nad paradoksem czasowym na Uniwersytecie w Oxfordzie i który doradza mu znaleźć stałą dla obu światów. Wybór pada na dawną narzeczoną Desmonda – Penelope Widmore.
W nocy z obozu Jacka znikają Daniel i Charlotte, Jack i Juliet wyruszają ich tropem. Po drodze spotykają Harper – psycholog z obozu Innych, która nagle pojawia się i znika. Juliet przypomina sobie pierwsze miesiące na wyspie, romans z Goodwinem i zazdrość Bena. Tymczasem Dan i Charlotte spotkają w dżungli Kate wracającą z obozu Locke’a, z którego została wygnana. Charlotte ogłusza ją. Godzinę później Jack i Juliet znajdują Kate, dziewczyna odzyskuje przytomność i opowiada, co się stało. Po chwili jednak znika. Tymczasem w obozie Locke’ a John wyciąga Bena z więzienia i daje mu ostatnią szansę: albo zdradzi mu jakąś tajemnicę Wyspy albo zginie. Ben w ostatniej chwili ratuje swoje życie i pokazuje Johnowi film z Charlesem Widmore’em oraz wyjaśnia, że ekipa ratownicza i frachtowiec zostały wynajęte przez multimilionera, aby przejąć kontrolę nad Wyspą i jej niezwykłymi właściwościami. Ben zdradza także Johnowi, że jego szpiegiem na frachtowcu jest Michael. Jack i Juliet docierają do stacji „Burza”, w której ukryli się Dan i Charlotte. Gdy Juliet wchodzi do środka widzi, jak para próbuje zlikwidować pokłady ukrytego w stacji gazu trującego, którego Ben może użyć do zatrucia wszystkich mieszkańców Wyspy. Operacja udaje się.
Sun i Jin zastanawiają się, gdzie zamieszkają po opuszczeniu wyspy, planują także imię dla swojego nienarodzonego dziecka (Jin chce, żeby dziewczynka nazywała się Ji Yeon). Dowiadujemy się także, co się działo z Michaelem Dawsonem i jego synem Waltem po opuszczeniu przez nich wyspy. Ekipa żołnierzy z frachtowca dociera na wyspę i wcale nie są pokojowo nastawieni do rozbitków. Z ich rąk ginie córka Bena – Alex oraz inni rozbitkowie. Celem żołnierzy jest porwanie lidera innych – Bena, który ma jakieś zatargi z Charlesem Widmore’em, co im się udaje. Claire znika tajemniczo w dżungli, przez co Aaron trafia pod opiekę Sawyera. W międzyczasie Locke wykonuje misję powierzoną mu przez tajemniczego Jacoba za pośrednictwem Christiana Shepharda (ojca Jacka). Misja polega na „przesunięciu wyspy”. W tym celu Locke i Ben kierują się do stacji szóstej o nazwie „Orchidea”, gdzie kiedyś prowadzono doświadczenia nad czasem i przestrzenią. Ben rozsadza skarbiec, za którym znajduje się źródło negatywnie naładowanej, nieznanej materii, umożliwiającej tymczasowe przemieszczanie się. John ma zostać i dowodzić grupą Innych. Za pomocą szalupy ludzie z wyspy są przewożeni na frachtowiec. Jack, Kate, Sayid, Sun, Hurley, Sawyer i Aaron lecą helikopterem na frachtowiec. Ze względu na przedziurawiony bak Sawyer, by odciążyć pojazd, postanawia wrócić na wyspę. Po uzupełnieniu paliwa i zabraniu ze sobą Desmonda odlatują, ratując się przed wybuchem bomby na frachtowcu. Jinowi i Michaelowi nie udaje się uciec ze statku. Zagubieni w helikopterze nie dolatują jednak do wyspy, bo Ben ją „przesunął”, sam będąc zmuszonym ją opuścić. Wodują w oceanie, gdzie znajduje ich Penelope Widmore. Desmond pozostaje ze swoją od dawna szukaną kobietą.
Sześciu rozbitków lotu Oceanic 815 wraca do domu. Jack za namową Locka postanawia chronić rozbitków pozostałych na wyspie przed Widmore’em i przekonuje resztę do zafałszowania całej zaszłej historii. W ten sposób media dowiadują się, że nikt więcej nie przeżył, a mistyfikacja rozbitego samolotu z pasażerami nie zostaje ujawniona. Jack początkowo zamieszkuje z Kate i razem wychowują Aarona. Potem jednak rozchodzą się, a lekarz popada w nałóg. Sayid traci swą żonę, jednak gdy odnajduje go Ben, poznaje jej zabójcę i mści się na nim. Odtąd pomaga Benowi w walce z Widmore’em. Hugo nie może odnaleźć się w nowej rzeczywistości, prześladują go widzenia zmarłych osób z wyspy i nachodzący go znany układ tajemniczych liczb. Trafia do kliniki dla psychicznie chorych, z której zabiera go Sayid. Sun przejmuje firmę ojca i odnajduje Widmore’a. Po paru latach Ben przekonuje Jacka, że ci, którzy wyspę opuścili, muszą powrócić. Dotyczy to nawet posądzonego o samobójczą śmierć Locke’a.

### Seria 5
Emisja 17 odcinków 5 sezonu rozpoczęła się 21 stycznia, a skończyła 13 maja 2009 w stacji ABC.
W Polsce piąty sezon emitowany był przez platformę cyfrową n. Pierwsze odcinki wyemitowano 28 stycznia 2009. Kolejną Polską stacją, która emituje 5 sezon LOST jest AXN. Premiera piątej serii odbyła się w piątek, 17 kwietnia 2009 o godzinie 22:00. Emisja finału piątego sezonu składającego się z dwóch odcinków została rozłożona na dwa tygodnie. Odcinki finałowe zostały wyemitowane na antenie AXN kolejno 31 lipca i 7 sierpnia. AXN rozpoczęło emisję powtórkową piątego sezonu w piątek, 21 sierpnia o godzinie 15:00. Kolejne odcinki powtórkowe były emitowane w dni powszednie o tej samej porze. Emisja powtórkowa zakończyła się dnia 14 września po wyemitowaniu drugiej godziny odcinka finałowego.

### Seria 6
Emisja 18 odcinków ostatniego, szóstego sezonu rozpoczęła się 2 lutego 2010. W Polsce szósty sezon dostępny był od 9 lutego 2010 za pośrednictwem usług VOD platformy n (nSeriale) i Cyfry +.
Kolejną polską stacją, która wyemitowała szósty sezon LOST był AXN. Premiera szóstej serii odbyła się w niedzielę, 25 kwietnia 2010 o godzinie 22:00 – 7 sierpnia 2010 roku. Emisję zakończono dwugodzinnym finałem (emisja o 20:00 i 21:35). AXN rozpoczęło emisję powtórkową szóstego sezonu we wtorek, 7 grudnia o godzinie 17:00 z powtórką dnia następnego o godzinie 8:00. Kolejne odcinki powtórkowe były emitowane w dni powszednie o tej samej porze. W emisji premierowej finał sezonu wyemitowano jednego dnia, w przypadku powtórki odcinki finałowe rozdzielone na dwa dni. Odcinki 17 i 18 zostały wyemitowano kolejno 29 i 30 grudnia o godzinie 17:00 oraz 30 i 31 grudnia o 08:00.

## Nagrody i nominacje[3]

### Nagrody Emmy
Serial łącznie zdobył 10 nagród Emmy oraz 51 nominacji do tej nagrody.
| Rok  | Kategoria                                                                 | Nominowani | Odcinek                        | Rezultat  | Źródło |
| ---- | ------------------------------------------------------------------------- | --- | ------------------------------ | --------- | ------ |
| 2005 | Najlepsza reżyseria w serialu dramatycznym                                | J.J. Abrams | Pilot                          | Nagroda   | [ 23 ] |
| 2005 | Najlepszy aktor drugoplanowy w serialu dramatycznym                       | Terry O’Quinn |                                | Nominacja | [ 23 ] |
| 2005 | Najlepszy aktor drugoplanowy w serialu dramatycznym                       | Naveen Andrews |                                | Nominacja | [ 23 ] |
| 2005 | Najlepszy serial dramatyczny                                              | Lost: Zagubieni |                                | Nagroda   | [ 23 ] |
| 2005 | Najlepszy scenariusz w serialu dramatycznym                               | J.J. Abrams, Damon Lindelof & Jeffrey Lieber | „Pilot”                        | Nominacja | [ 23 ] |
| 2005 | Najlepszy scenariusz w serialu dramatycznym                               | David Fury | „Walkabout”                    | Nominacja | [ 23 ] |
| 2005 | Najlepszy casting do serialu dramatycznego                                | April Webster, Mandy Sherman, Alyssa Weisberg & Veronica Collins Rooney |                                | Nagroda   | [ 23 ] |
| 2005 | Najlepszy montaż zdjęć kręconych jedną kamerą w serialu dramatycznym      | Mary Jo Markey | „Pilot”                        | Nagroda   | [ 23 ] |
| 2005 | Najlepsza muzyka w serialu                                                | Michael Giacchino | „Pilot”                        | Nagroda   | [ 23 ] |
| 2005 | Najlepszy montaż dźwięku w serialu                                        | Thomas deGorter, Chris Reeves, Gabrielle Reeves, Trevor Jolly, Paul Menichini, Roland Thai, Marc Glassman, Maciek Malish, Troy Allen, Stephen M. Davis, Patrick Cabral & Cynthia Merrill                                | „Pilot”                        | Nominacja | [ 23 ] |
| 2005 | Najlepsze efekty dźwiękowe przy ujęciach kręconych jedną kamerą w serialu | Michael Moore, Scott Weber & Frank Morrone | „Outlaws”                      | Nominacja | [ 23 ] |
| 2005 | Najlepsze efekty wizualne w serialu                                       | Kevin Blank, Mitch Suskin, Archie Ahuna, Spencer Levy, Benoit Girard, Laurent M. Abecassis, Kevin Kutchaver, Steve Fong & Bob Lloyd                                                                                     | Pilot                          | Nagroda   | [ 23 ] |
| 2006 | Najlepsza reżyseria w serialu dramatycznym                                | Jack Bender | „Live Together, Die Alone”     | Nominacja | [ 23 ] |
| 2006 | Najlepszy aktor epizodyczny w serialu dramatycznym                        | Henry Ian Cusick | „Live Together, Die Alone”     | Nominacja | [ 23 ] |
| 2006 | Najlepszy scenariusz w serialu dramatycznym                               | Damon Lindelof & Carlton Cuse | „The 23rd Psalm”               | Nominacja | [ 23 ] |
| 2006 | Najlepszy casting do serialu dramatycznego                                | April Webster, Veronica Collins Rooney & Mandy Sherman |                                | Nominacja | [ 23 ] |
| 2006 | Najlepsze zdjęcia kręcone jedną kamerą w serialu                          | Michael Bonvillain | „Man of Science, Man of Faith” | Nominacja | [ 23 ] |
| 2006 | Najlepszy montaż zdjęć kręconych jedną kamerą w serialu dramatycznym      | Sarah Boyd | „One of Them”                  | Nominacja | [ 23 ] |
| 2006 | Najlepszy montaż zdjęć kręconych jedną kamerą w serialu dramatycznym      | Sue Blainey, Stephen Semel & Sarah Boyd | „Live Together, Die Alone”     | Nominacja | [ 23 ] |
| 2006 | Najlepsze efekty dźwiękowe przy ujęciach kręconych jedną kamerą w serialu | David Barr Yaffe, Sean Rush, Frank Morrone & Scott Weber |                                | Nominacja | [ 23 ] |
| 2006 | Najlepsze efekty wizualne w serialu                                       | Kevin Blank, Mitch Suskin, Jay Worth, Scott Dewis, Steve Fong, Spencer Levy, Eric Chauvin, Archie Ahuna & Bob Lloyd |                                | Nominacja | [ 23 ] |
| 2007 | Najlepsza reżyseria w serialu dramatycznym                                | Jack Bender | „Through the Looking Glass”    | Nominacja | [ 23 ] |
| 2007 | Najlepszy aktor drugoplanowy w serialu dramatycznym                       | Terry O’Quinn | „The Man From Tallahassee”     | Nagroda   | [ 23 ] |
| 2007 | Najlepszy aktor drugoplanowy w serialu dramatycznym                       | Michael Emerson |                                | Nominacja | [ 23 ] |
| 2007 | Najlepszy scenariusz w serialu dramatycznym                               | Damon Lindelof & Carlton Cuse | „Through the Looking Glass”    | Nominacja | [ 23 ] |
| 2007 | Najlepszy montaż zdjęć kręconych jedną kamerą w serialu dramatycznym      | Stephen Semel, Mark J. Goldman, Henk Van Eeghen & Christopher Nelson | „Through the Looking Glass”    | Nominacja | [ 23 ] |
| 2007 | Najlepszy montaż dźwięku w serialu                                        | Thomas deGorter, Paula Fairfield, Carla Murray, Maciek Malish, Joe Schultz, Geordy Sincavage, Jay Keiser, Alex Levy, Doug Reed & Cynthia Merrill                                                                        | „A Tale of Two Cities”         | Nominacja | [ 23 ] |
| 2008 | Najlepszy serial dramatyczny                                              | Lost: Zagubieni |                                | Nominacja | [ 23 ] |
| 2008 | Najlepszy aktor drugoplanowy w serialu dramatycznym                       | Michael Emerson |                                | Nominacja | [ 23 ] |
| 2008 | Najlepsze zdjęcia w godzinnym serialu                                     | John Bartley | „The Constant”                 | Nominacja | [ 23 ] |
| 2008 | Najlepsza muzyka w serialu                                                | Michael Giacchino | „The Constant”                 | Nominacja | [ 23 ] |
| 2008 | Najlepszy montaż zdjęć kręconych jedną kamerą w serialu dramatycznym      | Henk Van Eeghen, Robert Florio, Mark J. Goldman, Stephen Semel | „There’s No Place Like Home”   | Nominacja | [ 23 ] |
| 2008 | Najlepszy montaż dźwięku w serialu                                        | Thomas deGorter, Paula Fairfield, Carla Murray, Maciek Malish, Lloyd Jay Keiser, Joseph Schultz, Jim Bailey, Cynthia Merril, Alex Levy                                                                                  | „The Shape of Things to Come”  | Nominacja | [ 23 ] |
| 2008 | Najlepsze efekty dźwiękowe w godzinnym serialu                            | Robert Anderson, Frank Morrone, Scott Weber | „Meet Kevin Johnson”           | Nagroda   | [ 23 ] |
| 2008 | Najlepsza krótka forma rozrywkowa                                         | Damon Lindelof, Carlton Cuse, Barry Jossen | Lost: Missing Pieces           | Nominacja | [ 23 ] |
| 2009 | Najlepszy serial dramatyczny                                              | Lost: Zagubieni |                                | Nominacja | [ 23 ] |
| 2010 | Najlepszy aktor drugoplanowy w serialu dramatycznym                       | Michael Emerson jako Ben Linus |                                | Nominacja | [ 23 ] |
| 2010 | Najlepszy występ gościnny w serialu dramatycznym                          | Elizabeth Mitchell jako Juliet Burke | The End                        | Nominacja | [ 23 ] |
| 2010 | Najlepsza dyrekcja artystyczna w serialu (Single-Camera)                  | Zack Grobler, Matthew Jacobs, Carol Bayne Kelley | Ab Aeterno                     | Nominacja | [ 23 ] |
| 2010 | Najlepsza reżyseria w serialu dramatycznym                                | Jack Bender | The End                        | Nominacja | [ 23 ] |
| 2010 | Najlepszy montaż w serialu dramatycznym (Single-Camera)                   | Stephen Semel, Mark J. Goldman, Christopher Nelson, Henk van Eeghen | The End                        | Nagroda   | [ 23 ] |
| 2010 | Najlepsza kompozycja muzyczna dla serialu (Original Dramatic Score)       | Michael Giacchino | The End                        | Nominacja | [ 23 ] |
| 2010 | Najlepszy serial dramatyczny                                              | Damon Lindelof, J.J. Abrams, Carlton Cuse, Edward Kitsis, Adam Horowitz, Elizabeth Sarnoff, JACK BENDER, Bryan Burk, Jean Higgins, Paul Zbyszewski, Melinda Hsu Taylor, Ra’uf Glasgow                                   |                                | Nominacja | [ 23 ] |
| 2010 | Najlepszy montaż dźwięku w serialu komediowym lub dramatycznym (godzinny) | Bobby Anderson, Ken King, Frank Morrone, Scott Weber | The End                        | Nominacja | [ 23 ] |
| 2010 | Najlepsza edycja dźwięku w serialu dramatycznym                           | Thomas E. deGorter, Joe Schultz, Paula Fairfield, Carla Murray, Maciek Malish, LLoyd Jay Keiser, Geordy Sincavage, Mark Allen, Robert Kellough, Chris Reeves, Gabrielle Reeves, Alex Levy, Adam De Coster, James Bailey | The End                        | Nominacja | [ 23 ] |
| 2010 | Najlepszy aktor pierwszoplanowy w serialu dramatycznym                    | Matthew Fox jako Jack Shephard |                                | Nominacja | [ 23 ] |
| 2010 | Najlepszy scenariusz w serialu dramatycznym                               | Damon Lindelof, Carlton Cuse | The End                        | Nominacja | [ 23 ] |
| 2010 | Najlepszy aktor drugoplanowy w serialu dramatycznym                       | Terry O’Quinn jsko John Locke |                                | Nominacja | [ 23 ] |

### Złote Globy
| Rok  | Kategoria                                | Nominowani       | Nominacja / Nagroda |
| ---- | ---------------------------------------- | ---------------- | ------------------- |
| 2005 | Najlepszy serial dramatyczny             | Lost: Zagubieni  | Nominacja           |
| 2006 | Najlepszy serial dramatyczny             | Lost: Zagubieni  | Nagroda             |
| 2006 | Najlepszy aktor w serialu dramatycznym   | Matthew Fox      | Nominacja           |
| 2006 | Najlepszy aktor drugoplanowy             | Naveen Andrews   | Nominacja           |
| 2007 | Najlepszy serial dramatyczny             | Lost: Zagubieni  | Nominacja           |
| 2007 | Najlepsza aktorka w serialu dramatycznym | Evangeline Lilly | Nominacja           |

### Golden Reel Awards
| Rok  | Kategoria                                                                  | Nominowani | Odcinek                     | Nominacja / Nagroda |
| ---- | -------------------------------------------------------------------------- | --- | --------------------------- | ------------------- |
| 2005 | Najlepszy montaż dźwięku w krótkiej formie telewizyjnej – dialogi          | Thomas DeGorter, Trevor Jolly, Christopher B. Reeves, Gabrielle Gilbert Reeves & Troy Allen                                       | „Pilot”                     | Nagroda             |
| 2005 | Najlepszy montaż dźwięku w krótkiej formie telewizyjnej – efekty dźwiękowe | Thomas DeGorter, Trevor Jolly, Paul Menichini, Roland N. Thai & Marc Glassman                                                     | „Pilot”                     | Nagroda             |
| 2006 | Najlepszy montaż dźwięku w krótkiej formie telewizyjnej – dialogi          | Trevor Jolly, Thomas DeGorter, Maciek Malish & Lloyd Jay Keiser                                                                   | „The Other 48 Days”         | Nominacja           |
| 2007 | Najlepszy montaż dźwięku w krótkiej formie telewizyjnej – efekty dźwiękowe | Thomas DeGorter, Paula Fairfield, Carla Murray, Cynthia Merrill & Doug Reed                                                       | „A Tale of Two Cities”      | Nagroda             |
| 2007 | Najlepszy montaż dźwięku w krótkiej formie telewizyjnej – dialogi          | Thomas DeGorter, Lloyd Jay Keiser & Maciek Malish                                                                                 | „Further Instructions”      | Nominacja           |
| 2008 | Najlepszy montaż dźwięku w długiej formie telewizyjnej – dialogi           | Thomas DeGorterm, Maciek Malish, Lloyd Jay Keiser, Christopher B. Reeves, Gabrielle Gilbert Reeves, Thomas A. Harris, Scott Weber | „Through the Looking Glass” | Nominacja           |
| 2008 | Najlepszy montaż dźwięku w krótkiej formie telewizyjnej – dialogi          | Thomas DeGorter, Maciek Malish, Lloyd Jay Keiser, Scott Weber                                                                     | „Greatest Hits”             | Nominacja           |
| 2008 | Najlepszy montaż dźwięku w długiej formie telewizyjnej – efekty dźwiękowe  | Thomas DeGorter, Paula Fairfield, Carla Murray, Joseph Schultz, Geordy Sincavage, Scott Weber, Cynthia Merrill, Doug Reed         | „Through the Looking Glass” | Nominacja           |
| 2008 | Najlepszy montaż dźwięku w krótkiej formie telewizyjnej – efekty dźwiękowe | Thomas DeGorter, Paula Fairfield, Carla Murray, Joseph Schultz, Geordy Sincavage, Scott Weber, Cynthia Merrill, Doug Reed         | „Left Behind”               | Nagroda             |

### Satellite Awards
| Rok  | Kategoria                                                                   | Nominowani                       | Nominacja / Nagroda |
| ---- | --------------------------------------------------------------------------- | -------------------------------- | ------------------- |
| 2004 | Najlepszy serial dramatyczny                                                | Lost: Zagubieni                  | Nominacja           |
| 2004 | Najlepsza aktorka w serialu dramatycznym                                    | Evangeline Lilly                 | Nominacja           |
| 2004 | Najlepszy aktor w serialu dramatycznym                                      | Matthew Fox                      | Nagroda             |
| 2005 | Najlepszy serial dramatyczny                                                | Lost: Zagubieni                  | Nominacja           |
| 2005 | Najlepsze wydanie programu telewizyjnego na DVD                             | Lost – The Complete First Season | Nominacja           |
| 2006 | Najlepszy aktor drugoplanowy w serialu dramatycznym                         | Michael Emerson                  | Nominacja           |
| 2007 | Najlepszy aktor drugoplanowy w serialu, miniserialu lub filmie telewizyjnym | Michael Emerson                  | Nominacja           |
| 2007 | Najlepsze wydanie programu telewizyjnego na DVD                             | Lost – The Complete Third Season | Nominacja           |

### Saturny
| Rok  | Kategoria                                       | Nominowani                        | Nominacja / Nagroda |
| ---- | ----------------------------------------------- | --------------------------------- | ------------------- |
| 2004 | Najlepszy serial telewizyjny                    | Lost: Zagubieni                   | Nagroda             |
| 2004 | Najlepszy aktor telewizyjny                     | Matthew Fox                       | Nominacja           |
| 2004 | Najlepsza aktorka telewizyjna                   | Evangeline Lilly                  | Nominacja           |
| 2004 | Najlepszy drugoplanowy aktor telewizyjny        | Dominic Monaghan                  | Nominacja           |
| 2004 | Najlepszy drugoplanowy aktor telewizyjny        | Terry O’Quinn                     | Nagroda             |
| 2005 | Najlepszy serial telewizyjny                    | Lost: Zagubieni                   | Nagroda             |
| 2005 | Najlepszy aktor telewizyjny                     | Matthew Fox                       | Nagroda             |
| 2005 | Najlepsza aktorka telewizyjna                   | Evangeline Lilly                  | Nominacja           |
| 2005 | Najlepszy drugoplanowy aktor telewizyjny        | Adewale Akinnuoye-Agbaje          | Nominacja           |
| 2005 | Najlepszy drugoplanowy aktor telewizyjny        | Terry O’Quinn                     | Nominacja           |
| 2005 | Najlepsza drugoplanowa aktorka telewizyjna      | Michelle Rodriguez                | Nominacja           |
| 2005 | Najlepsze wydanie programu telewizyjnego na DVD | Lost – The complete First season  | Nagroda             |
| 2006 | Najlepszy serial telewizyjny                    | Lost: Zagubieni                   | Nominacja           |
| 2006 | Najlepszy aktor telewizyjny                     | Matthew Fox                       | Nominacja           |
| 2006 | Najlepsza aktorka telewizyjna                   | Evangeline Lilly                  | Nominacja           |
| 2006 | Najlepszy drugoplanowy aktor telewizyjny        | Michael Emerson                   | Nominacja           |
| 2006 | Najlepszy drugoplanowy aktor telewizyjny        | Josh Holloway                     | Nominacja           |
| 2006 | Najlepsza drugoplanowa aktorka telewizyjna      | Elizabeth Mitchell                | Nominacja           |
| 2006 | Najlepsze wydanie serialu na DVD                | Lost – The complete Second season | Nominacja           |
| 2007 | Najlepszy serial telewizyjny                    | Lost: Zagubieni                   | Nagroda             |
| 2007 | Najlepszy aktor telewizyjny                     | Matthew Fox                       | Nagroda             |
| 2007 | Najlepsza aktorka telewizyjna                   | Evangeline Lilly                  | Nominacja           |
| 2007 | Najlepszy drogoplanowy aktor telewizyjny        | Michael Emerson                   | Nagroda             |
| 2007 | Najlepszy drogoplanowy aktor telewizyjny        | Josh Holloway                     | Nominacja           |
| 2007 | Najlepszy drogoplanowy aktor telewizyjny        | Terry O’Quinn                     | Nominacja           |
| 2007 | Najlepsza drugoplanowa aktorka telewizyjna      | Elizabeth Mitchell                | Nagroda             |
| 2007 | Najlepsze wydanie serialu na DVD                | Lost – The complete Third season  | Nominacja           |

### TCA Awards (Nagrody Stowarzyszenia Krytyków Filmowych)
| Rok  | Kategoria                           | Nominowani      | Nominacja / Nagroda |
| ---- | ----------------------------------- | --------------- | ------------------- |
| 2005 | Najlepszy nowy program              | Lost: Zagubieni | Nagroda             |
| 2005 | Największe osiągnięcia w dramacie   | Lost: Zagubieni | Nagroda             |
| 2005 | Program roku                        | Lost: Zagubieni | Nominacja           |
| 2005 | Indywidualne osiągnięcia w dramacie | Matthew Fox     | Nominacja           |
| 2006 | Największe osiągnięcia w dramacie   | Lost: Zagubieni | Nagroda             |
| 2006 | Program roku                        | Lost: Zagubieni | Nominacja           |
| 2007 | Największe osiągnięcia w dramacie   | Lost: Zagubieni | Nominacja           |
| 2008 | Największe osiągnięcia w dramacie   | Lost: Zagubieni | Nominacja           |
| 2008 | Program roku                        | Lost: Zagubieni | Nominacja           |

### Teen Choice Awards
| Rok  | Kategoria                                              | Nominowani                                    | Nominacja / Nagroda |
| ---- | ------------------------------------------------------ | --------------------------------------------- | ------------------- |
| 2005 | najlepszy aktor w serialu dramatycznym                 | Matthew Fox                                   | Nominacja           |
| 2005 | Najlepsza aktorka w serialu dramatycznym               | Evangeline Lilly                              | Nominacja           |
| 2005 | Przełomowy występ kobiecy                              | Maggie Grace                                  | Nominacja           |
| 2005 | Przełomowy występ kobiecy                              | Evangeline Lilly                              | Nominacja           |
| 2005 | Przełomowy występ męski                                | Jorge Garcia                                  | Nominacja           |
| 2005 | Przełomowy występ męski                                | Josh Holloway                                 | Nominacja           |
| 2005 | Przełomowy występ męski                                | Ian Somerhalder                               | Nominacja           |
| 2005 | Przełomowy show telewizyjny                            | Lost: Zagubieni                               | Nominacja           |
| 2005 | Chemia na ekranie                                      | Evangeline Lilly & Matthew Fox                | Nominacja           |
| 2005 | Najlepszy serial dramatyczny                           | Lost: Zagubieni                               | Nominacja           |
| 2005 | Najlepszy kompan                                       | Jorge Garcia                                  | Nominacja           |
| 2005 | Najlepsza obsada                                       | Lost: Zagubieni                               | Nominacja           |
| 2006 | Najlepszy aktor w serialu dramatycznym / przygodowym   | Matthew Fox                                   | Nominacja           |
| 2006 | Najlepsza aktorka w serialu dramatycznym / przygodowym | Evangeline Lilly                              | Nominacja           |
| 2006 | Chemia na ekranie                                      | Evangeline Lilly, Matthew Fox & Josh Holloway | Nominacja           |
| 2006 | Najlepszy serial dramatyczny / przygodowy              | Lost: Zagubieni                               | Nominacja           |
| 2006 | Najlepszy kompan                                       | Jorge Garcia                                  | Nominacja           |
| 2007 | Najlepszy aktor w serialu dramatycznym                 | Matthew Fox                                   | Nominacja           |
| 2007 | Najlepsza aktorka w serialu dramatycznym               | Evangeline Lilly                              | Nominacja           |
| 2007 | Najlepszy serial dramatyczny                           | Lost: Zagubieni                               | Nominacja           |
| 2007 | Najlepszy kompan                                       | Jorge Garcia                                  | Nominacja           |
| 2007 | Najlepszy czarny charakter                             | Michael Emerson                               | Nominacja           |
| 2008 | Najlepszy serial przygodowy                            | Lost: Zagubieni                               | Nominacja           |
| 2008 | Najlepszy aktor w serialu przygodowym                  | Josh Holloway                                 | Nominacja           |
| 2008 | Najlepszy aktor w serialu przygodowym                  | Matthew Fox                                   | Nominacja           |
| 2008 | Najlepsza aktorka w serialu przygodowym                | Evangeline Lilly                              | Nominacja           |

### WGA Awards (Nagrody Gildii Amerykańskich Scenarzystów)
| Rok  | Kategoria                               | Nominowani | Odcinek                    | Nominacja / Nagroda |
| ---- | --------------------------------------- | --- | -------------------------- | ------------------- |
| 2006 | Najlepszy serial dramatyczny            | J.J. Abrams, Kim Clements, Carlton Cuse, Leonard Dick, Paul Dini, Brent Fletcher, David Fury, Drew Goddard, Javier Grillo-Marxuach, Adam Horowitz, Jennifer M. Johnson, Christina M. Kim, Edward Kitsis, Jeffrey Lieber, Damon Lindelof, Lynne Litt, Monica Macer, Steven Maeda, Elizabeth Sarnoff, Janet Tamaro, Christian Taylor & Craig Wright |                            | Nagroda             |
| 2007 | Najlepszy serial dramatyczny            | J.J. Abrams, Monica Owusu-Breen, Carlton Cuse, Leonard Dick, Drew Goddard, Javier Grillo-Marxuach, Adam Horowitz, Dawn Lambertsen-Kelly, Christina M. Kim, Edward Kitsis, Damon Lindelof, Steven Maeda, Jeff Pinkner, Matt Ragghianti, Elizabeth Sarnoff & Alison Schapker                                                                        |                            | Nominacja           |
| 2007 | Najlepszy odcinek serialu dramatycznego | Elizabeth Sarnoff & Christina M. Kim | „Two for the Road”         | Nominacja           |
| 2008 | Najlepszy odcinek serialu dramatycznego | Damon Lindelof & Drew Goddard | „Flashes Before Your Eyes” | Nominacja           |
| 2009 | Najlepszy serial dramatyczny            | Carlton Cuse, Drew Goddard, Adam Horowitz, Christina M. Kim, Edward Kitsis, Damon L. Lindelof, Greggory Nations, Kyle Pennington, Elizabeth Sarnoff & Brian K. Vaughan |                            | Nominacja           |

### Inne nagrody
| Rok  | Nazwa nagrody                          | Kategoria                                                       | Nominowani | Odcinek                                         | Rezultat  |
| ---- | -------------------------------------- | --------------------------------------------------------------- | --- | ----------------------------------------------- | --------- |
| 2004 | ADG Awards                             | Doskonałość designu w produkcji telewizyjnej                    | Jim Spencer & William F. Matthews | „Pilot”                                         | Nominacja |
| 2005 | ADG Awards                             | Doskonałość designu w produkcji telewizyjnej                    | Jim Spencer & William F. Matthews | „Orientation”                                   | Nominacja |
| 2007 | ADG Awards                             | Doskonałość designu w produkcji telewizyjnej                    | Zack Grobler | „Through the Looking Glass”                     | Nominacja |
| 2006 | ALMA Awards                            | Najlepszy aktor drugoplanowy w serialu                          | Jorge Garcia |                                                 | Nagroda   |
| 2006 | ALMA Awards                            | Najlepsza aktorka drugoplanowa w serialu                        | Michelle Rodriguez |                                                 | Nagroda   |
| 2007 | ALMA Awards                            | Najlepszy aktor drugoplanowy w serialu                          | Jorge Garcia |                                                 | Nominacja |
| 2008 | ALMA Awards                            | Najlepszy aktor drugoplanowy w serialu                          | Jorge Garcia |                                                 | Nagroda   |
| 2005 | Artios Awards                          | Najlepszy casting do odcinka pilotażowego                       | April Webster |                                                 | Nagroda   |
| 2005 | Artios Awards                          | Najlepszy casting do odcinka serialu dramatycznego              | April Webster & Mandy Sherman |                                                 | Nominacja |
| 2006 | Artios Awards                          | Najlepszy casting do odcinka serialu dramatycznego              | April Webster, Mandy Sherman & Veronica Collins |                                                 | Nominacja |
| 2004 | ASC Awards                             | Najlepszy film/miniserial/pilot                                 | Larry Fong | „Pilot”                                         | Nominacja |
| 2005 | ASCAP Film & TV Music Awards           | Najlepszy serial telewizyjny                                    | J.J. Abrams & Michael Giacchino |                                                 | Nagroda   |
| 2006 | ASCAP Film & TV Music Awards           | Najlepszy serial telewizyjny                                    | J.J. Abrams & Michael Giacchino |                                                 | Nagroda   |
| 2005 | BMI Film & TV Awards                   | BMI Television Award                                            | Michael Giacchino |                                                 | Nagroda   |
| 2007 | BAFTA Awards                           | Najlepszy serial międzynarodowy                                 | Lost: Zagubieni |                                                 | Nominacja |
| 2005 | Cinema Audio Society Awards            | Najlepsze efekty dźwiękowe w serialu telewizyjnym               | Frank Morrone, Scott Weber & David Yaffe | „Pilot”                                         | Nominacja |
| 2007 | Cinema Audio Society Awards            | Najlepsze efekty dźwiękowe w serialu telewizyjnym               | Frank Morrone, Scott Weber & Robert J. Anderson Jr. | „I Do”                                          | Nominacja |
| 2005 | DGA Awards                             | Największe osiągnięcia w reżyserii w serialu dramtycznym – noc  | J.J. Abrams | „Pilot”                                         | Nominacja |
| 2008 | DGA Awards                             | Największe osiągnięcia w reżyserii w serialu dramtycznym – noc  | Jack Bender | „Through the Looking Glass”                     | Nominacja |
| 2008 | DGA Awards                             | Największe osiągnięcia w reżyserii w serialu dramtycznym – noc  | Eric Laneuville | „The Brig”                                      | Nominacja |
| 2006 | Eddie Awards                           | Najlepszy montaż w godzinnym serialu dla telewizji komercyjnej  | Stephen Semel | „Outlaws”                                       | Nagroda   |
| 2008 | Eddie Awards                           | Najlepszy montaż w godzinnym serialu dla telewizji komercyjnej  | Henk Van Eeghen, Mark Goldman, Stephen Semel & Chris Nelson | „Through the Looking Glass”                     | Nominacja |
| 2004 | Family Television Awards               | Najlepszy nowy serial                                           | Lost: Zagubieni |                                                 | Nagroda   |
| 2005 | Family Television Awards               | Najlepszy serial dramatyczny                                    | Lost: Zagubieni |                                                 | Nagroda   |
| 2004 | Hugo Awards                            | Najlepsza dramatyczna prezentacja, krótka forma                 | | „Pilot”                                         | Nominacja |
| 2007 | Imagen Foundation Awards               | Najlepszy program w paśmie primetime                            | Lost: Zagubieni |                                                 | Nominacja |
| 2007 | Imagen Foundation Awards               | Najlepszy telewizyjny aktor drugoplanowy                        | Jorge Garcia |                                                 | Nominacja |
| 2005 | International Horror Guild Awards      | Najlepszy program telewizyjny                                   | Lost: Zagubieni |                                                 | Nagroda   |
| 2008 | JC Penney Asian Excellence Awards      | Najlepsza aktor telewizyjny                                     | Naveen Andrews |                                                 | Nominacja |
| 2008 | JC Penney Asian Excellence Awards      | Najlepsza aktor telewizyjny                                     | Daniel Dae Kim |                                                 | Nominacja |
| 2008 | JC Penney Asian Excellence Awards      | Najlepsza aktorka telewizyjna                                   | Kim Yoon-jin |                                                 | Nominacja |
| 2007 | Golden Nymph (Monte-Carlo TV Festival) | Najlepszy serial dramatyczny                                    | Lost: Zagubieni |                                                 | Nagroda   |
| 2006 | NAACP Image Awards                     | Najlepszy serial dramatyczny                                    | Lost: Zagubieni |                                                 | Nominacja |
| 2007 | NAACP Image Awards                     | Najlepsza reżyseria w serialu dramatycznym                      | Karen Gaviola | „The Whole Truth”                               | Nagroda   |
| 2006 | National Television Awards             | Najpopularniejszy aktor                                         | Matthew Fox |                                                 | Nominacja |
| 2006 | National Television Awards             | Najpopularniejsza aktorka                                       | Evangeline Lilly |                                                 | Nominacja |
| 2006 | National Television Awards             | Najpopularniejszy serial dramatyczny                            | Lost: Zagubieni |                                                 | Nominacja |
| 2005 | People’s Choice Awards                 | Ulubiony nowy serial dramatyczny                                | Lost: Zagubieni |                                                 | Nominacja |
| 2005 | Prism Awards                           | Wieloodcinkowy wątek w serialu dramatycznym                     | | „Pilot”, „House of the Rising Sun” & „The Moth” | Nagroda   |
| 2005 | Prism Awards                           | Bohater wątku serialu dramatycznego                             | Dominic Monaghan |                                                 | Nominacja |
| 2008 | Prism Awards                           | Odcinek serialu dramatycznego                                   | | „Through the Looking Glass”                     | Nominacja |
| 2008 | Prism Awards                           | Bohater odcinka serialu dramatycznego                           | Matthew Fox |                                                 | Nominacja |
| 2006 | Producers Guild Awards                 | Producent roku w serialu dramatycznym                           | J.J. Abrams, Damon Lindelof, Bryan Burk, Jack Bender, Jean Higgins & Carlton Cuse |                                                 | Nagroda   |
| 2007 | Producers Guild Awards                 | Producent roku w serialu dramatycznym                           | J.J. Abrams, Damon Lindelof, Carlton Cuse, Bryan Burk, Jack Bender, Jean Higgins, Edward Kitsis, Adam Horowitz & Liz Sarnoff |                                                 | Nominacja |
| 2008 | Producers Guild Awards                 | Producent roku w serialu dramatycznym                           | J.J. Abrams, Damon Lindelof, Carlton Cuse, Bryan Burk, Jack Bender, Jean Higgins, Edward Kitsis, Adam Horowitz, & Elizabeth Sarnoff |                                                 | Nominacja |
| 2006 | Screen Actors Guild Awards             | Najlepsza obsada serialu dramatycznego                          | Adewale Akinnuoye-Agbaje, Naveen Andrews, Emilie de Ravin, Matthew Fox, Jorge Garcia, Maggie Grace, Josh Holloway, Malcolm David Kelley, Daniel Dae Kim, Kim Yoon-jin, Evangeline Lilly, Dominic Monaghan, Terry O’Quinn, Harold Perrineau, Michelle Rodriguez, Ian Somerhalder & Cynthia Watros |                                                 | Nagroda   |
| 2008 | Screen Actors Guild Awards             | Najlepsza obsada serialu dramatycznego                          | |                                                 | Nominacja |
| 2008 | Hiszpańskie TP de Oro                  | Najlepszy serial zagraniczny                                    | Lost: Zagubieni |                                                 | Nominacja |
| 2005 | VES Awards                             | Najlepsze drugoplanowe efekty wizualne w programie telewizyjnym | Kevin Blank, Mitch Suskin, Benoit Girard & Jerome Morin | „Pilot”                                         | Nagroda   |
| 2006 | VES Awards                             | Najlepsze drugoplanowe efekty wizualne w programie telewizyjnym | Kevin Blank, Mitchell Ferm, Eric Chauvin & John Teska | „Exodus”                                        | Nagroda   |
| 2005 | Young Artist Awards                    | Najlepszy pierwszoplanowy młody aktor                           | Malcolm David Kelley |                                                 | Nominacja |
| 2006 | Young Artist Awards                    | Najlepszy drugoplanowy młody aktor                              | Malcolm David Kelley |                                                 | Nagroda   |

## Oglądalność

### WidzowieTVP1
| Sezon I           | Sezon I   | Sezon II             | Sezon II  | Sezon III            | Sezon III | Sezon IV             | Sezon IV  |
| Data              | Widownia  | Data                 | Widownia  | Data                 | Widownia  | Data                 | Widownia  |
| 3 listopada 2005  | 5 689 461 | 7 września 2006      | 4 277 068 | 6 września 2007      | 3 803 430 | 4 września 2008      | 2 608 695 |
| 10 listopada 2005 | 5 038 221 | 14 września 2006     | 4 109 760 | 13 września 2007     | 3 291 499 | 11 września 2008     | 2 521 688 |
| 17 listopada 2005 | 5 297 953 | 21 września 2006     | 4 079 897 | 20 września 2007     | 3 586 363 | 18 września 2008     | 2 605 284 |
| 24 listopada 2005 | 5 241 367 | 28 września 2006     | 4 563 290 | 27 września 2007     | 3 437 963 | 25 września 2008     | 2 540 605 |
| 1 grudnia 2005    | 5 385 031 | 5 października 2006  | 4 802 000 | 4 października 2007  | 3 358 168 | 2 października 2008  | 2 737 868 |
| 8 grudnia 2005    | 5 583 014 | 12 października 2006 | 3 539 760 | 11 października 2007 | 3 636 886 | 9 października 2008  | 2 471 325 |
| 15 grudnia 2005   | 5 161 203 | 19 października 2006 | 3 911 671 | 18 października 2007 | 3 283 409 | 16 października 2008 | 2 562 490 |
| 22 grudnia 2005   | 5 363 876 | 26 października 2006 | 3 388 970 | 25 października 2007 | 3 734 201 | 23 października 2008 | 3 021 411 |
| 29 grudnia 2005   | 5 447 292 | 2 listopada 2006     | 3 956 270 | 1 listopada 2007     | 3 979 602 |                      |           |
| 5 stycznia 2006   | 5 582 661 | 9 listopada 2006     | 3 286 980 | 8 listopada 2007     | 3 424 482 |                      |           |
| 12 stycznia 2006  | 5 386 431 | 16 listopada 2006    | 3 818 063 | 15 listopada 2007    | 3 314 895 |                      |           |
| 19 stycznia 2006  | 5 895 498 | 23 listopada 2006    | 3 872 220 | 22 listopada 2007    | 3 571 450 |                      |           |
| 26 stycznia 2006  | 5 952 831 | 30 listopada 2006    | 4 923 987 |                      |           |                      |           |

Według danych AGB Nielsen Media Research.
Uwaga: 12 października 2006 oraz od 26 października 2006 do 23 listopada 2006 w statystykach przedstawiane są dane TNS OBOP.

### WidzowieAXN
Pierwszy sezon emitowany w telewizji AXN oglądało średnio 126 700 widzów. Drugi sezon, podobnie jak pierwszy, również przyciągnął przed telewizory setki tysięcy widzów. Średnia oglądalność wyniosła 164 648 osób, udział 1,02%. Najwyższą oglądalność odnotował odcinek z 9 kwietnia 2006 roku, który oglądało 245 634 osób. To najlepszy wynik w historii stacji AXN.
Według danych AGB Nielsen Media Research.

### WidzowieABC
| Sezon | Czas antenowy | Średnia widownia (w milionach) |
| ----- | --- | ------------------------------ |
| 1     | Środa 20:00, odcinki 1–25 (22 września 2004 – 25 maja 2005)                                                                                         | 16.1                           |
| 2     | Środa 21:00, odcinki 1–23 (21 września 2005 – 24 maja 2006) Środa 22:00, odcinek 24 (24 maja 2006)                                                  | 15.5                           |
| 3     | Środa 21:00, odcinki 1–6, 22 (4 października 2006 – 8 listopada 2006, 23 maja 2007) Środa 22:00, odcinki 7–21, 23 (7 lutego 2007 – 23 maja 2007)    | 14.6                           |
| 4     | Czwartek 21:00, odcinki 1–8, 13 (31 stycznia 2008 – 20 marca 2008, 29 maja 2008) Czwartek 22:00, odcinki 9–12, 14 (24 kwietnia 2008 – 29 maja 2008) | 13.4                           |
| 5     | Środa 21:00, odcinki 1, 3–16 (21 stycznia 2009 – 13 maja 2009) Środa 22:00, odcinki 2, 17 (21 stycznia 2009, 13 maja 2009)                          |                                |
| 6     | Wtorek 21:00, odcinki 1, 3–17 (2 lutego 2010 – 23 maja 2010) Wtorek 22:00, odcinki 2, 18 (2 lutego 2010, 23 maja 2010)                              |                                |

## Wydanie na DVD
| Tytuł                            | Region 1 (USA i Kanada) | Region 2 (Wielka Brytania) | Polska            |
| -------------------------------- | ----------------------- | -------------------------- | ----------------- |
| Lost: The Complete First Season  | 6 września 2005         | 16 stycznia 2006           | 6 września 2006   |
| Lost: The Complete Second Season | 5 września 2006         | 2 października 2006        | 18 września 2007  |
| Lost: The Complete Third Season  | 11 grudnia 2007         | 22 października 2007       | 22 listopada 2007 |
| Lost: The Complete Fourth Season | 9 grudnia 2008          | 20 października 2008       | 17 marca 2009     |
| Lost: The Complete Fifth Season  | 8 grudnia 2009          | 26 października 2009       | 19 lutego 2010    |
| Lost: The Complete Sixth Season  | 24 sierpnia 2010        | 13 września 2010           | 18 lutego 2011    |